# 月姫 (ゲーム)
『月姫』（つきひめ）は、同人サークル『TYPE-MOON』（有限会社ノーツの前身であり、現在はそのブランド）制作のビジュアルノベルゲーム。シナリオ担当は奈須きのこ、グラフィック担当は武内崇。イメージカラーは「夜の青」。
完全版（ゲームとしての完成形）は、2000年12月29日より東京国際展示場にて開催されたコミックマーケット（以下：コミケ）59が初出。
同人サークル『帽子屋インサイド』が頒布していた変換ソフト『輪廻月姫』でゲームボーイアドバンスでプレイできるようになる。

## 概要
同人ゲーム。シナリオ枚数原稿用紙5000枚、グラフィックの総数500枚以上。その世界観、細かい設定などがコミケ終了後にユーザー（プレイヤー）の間で大きな評判を呼び、同人ゲームとしては異例のヒット作となった。また、エキサイト ブックス現代作家ガイドにも掲載されている。
月姫の好評を受けて、おまけディスク『月姫PLUS-DISC』やファンディスク『歌月十夜』が制作された。その後、同人サークル渡辺製作所とのコラボレーションによる対戦格闘ゲーム『MELTY BLOOD』も発表され、月姫シリーズを形成した。
また、同人作品であるにも拘わらず、商業作品として展開・派生した作品・商品が多く、『真月譚 月姫』としてのアニメ化・漫画化といった各種メディアへの展開、前述の『MELTY BLOOD』シリーズとしてのアーケードゲーム進出、フィギュアやキャラクターグッズの商品化などが挙げられる。詳細は各記事や歴史の節を参照。特にアンソロジーコミックの発行点数は、TYPE-MOONが二次創作をあまり規制していないことから、相当な数となっている。

### 月姫 -A piece of blue glass moon-
TYPE-MOON10周年記念として、「TECH GIAN」2008年6月号にて『月姫』のリメイク版の製作が発表された。シナリオ・奈須きのこ、原画・武内崇のコンビは据え置きで、CGは全て新規描き起こしとなるとした。発売時期や対象年齢はこの時点では未定であった。
本作はテレビアニメ『Fate/stay night [Unlimited Blade Works]』とアプリゲーム『Fate/Grand Order』（以下：『FGO』）とシンクロするようにシナリオが執筆されており、『FGO』第1部のクライマックス、本作でのとある言及がTVアニメ第2期の放送と同時に進行する予定であったが、『FGO』の配信が当初の予定より延期したことと、本作の発売延期により実現はしなかった。
2021年3月26日に『月姫 -A piece of blue glass moon-』のタイトルで、2021年8月26日に発売されることが発表された。プラットフォームはPlayStation 4 / Nintendo Switchで、PC版発売から20年余を経てのコンシューマ初移植となる。フルボイスで、過去の関連作品から担当声優は変更されており、新規にキャスティングが行われている。アルクェイドルート「月姫」とシエルルート「夜の虹」を収録した、「月の表側」編として発売される。収録されなかった残りのヒロインのシナリオは、次回作以降で語られるとされている。

## 歴史
- 1999年8月13日 コミケ56で無料告知フロッピー300枚を配布。
- 1999年12月24日 コミケ57では体験版フロッピー50枚を頒布。
- 2000年8月11日 コミケ58で『月姫～半月版～』300枚を頒布。
- 2000年12月29日 コミケ59で『月姫～完全版～』を頒布。
- 2001年1月21日 サンシャインクリエイション11で『月姫PLUS-DISC』を頒布。
- 2001年8月10日 コミケ60で『歌月十夜』を頒布。
- 2002年12月28日 コミケ63で『MELTY BLOOD』を頒布。
- 2003年4月29日 『月箱』を頒布。
- 2003年8月 「月刊コミック電撃大王」10月号より漫画『真月譚 月姫』連載開始。
- 2003年10月 BS-iでアニメ『真月譚 月姫』放送開始。
- 2004年5月30日 TYPE-MOON作品限定同人誌即売会「月詠宴」で『MELTY BLOOD Re・ACT』を頒布。
- 2004年10月22日 『月姫読本 Plus Period』発売。
- 2005年3月25日 アーケードゲーム『MELTY BLOOD Act Cadenza』稼動開始。
- 2006年8月10日 PS2版『MELTY BLOOD Act Cadenza』発売。
- 2007年7月27日 Windows版『MELTY BLOOD Act Cadenza Ver.B』発売。
- 2008年4月21日 『月姫』（リメイク版）、「TYPE-MOONエース」誌上にて開発開始を発表。
- 2008年9月19日 アーケードゲーム『MELTY BLOOD Actress Again』稼動開始。
- 2009年8月20日 PS2版『MELTY BLOOD Actress Again』発売。
- 2010年7月29日 アーケードゲーム『MELTY BLOOD Actress Again Current Code』稼動開始。
- 2011年12月31日 Windows版『MELTY BLOOD Actress Again Current Code』を頒布[注 1]。
- 2021年8月26日 PlayStation 4 / Nintendo Switch『月姫 -A piece of blue glass moon-』発売。
- 2021年9月30日 PlayStation 4 / Nintendo Switch / Xbox One / Windows（Steam）『MELTY BLOOD: TYPE LUMINA』発売。

## スタッフ

### スタッフ（同人版）
- 企画 - 武内崇、奈須きのこ
- 原案・シナリオ・シナリオプログラム・ゲームディレクター - 奈須きのこ
- キャラクターデザイン・製作総指揮 - 武内崇
- シナリオプログラムアシスタント - OKSG
- CGアシスタント - ふみっち
- 背景 - 九鬼護、武内崇
- プログラミング・大道具 - 清兵衛
- 作曲・編曲・サウンドエフェクト - KEITA HAGA
- 製作 - TYPE-MOON

### スタッフ（リメイク版）
制作スタッフ
- シナリオ・総監督 - 奈須きのこ
- メインキャラクターデザイン・原画・プロデューサー - 武内崇
- サブキャラクターデザイン - 山中虎鉄、PFALZ、坂本みねぢ、BUNBUN
- キャラクターデザイン協力 - こやまひろかず、中央東口、下越
- 武器デザイン - こやまひろかず、I-IV
- 千年城デザイン - タイキ
- コンテ・レイアウト - 武内崇、BLACK、こやまひろかず、佐々木少年
- アートディレクター・色彩設計 - こやまひろかず
- グラフィックマネージャー - 蒼月タカオ
- グラフィック - こやまひろかず、蒼月タカオ、下越、縞うどん
- グラフィック協力 - TAa、WINFANWORKS
- モブキャラクター原画 - 丸山隆
- 背景 - ゆうろ、東地和生、下越、中嶌真崇、小島伸一、加藤たいら、minori（株式会社ミノリ）
- 演出・メインスクリプト - BLACK
- スクリプト - 漆之原
- 3Dモデリング・スクリプトサポート - 砂取音幸
- プログラム - Kiyobee
- 吉里吉里2/Z 提供 - W.Dee、じん
- サウンドプロデューサー - 芳賀敬太
- サウンドエディター - 一戸良平、河野健祐、山中健司、鬼澤仁之介、加峯廣一、寺内涼祐
- 音楽 - 深澤秀行、芳賀敬太、毛蟹(LIVE LAB.)
- 音響監督 - 榎本覚
- 音響制作 - ブレイブハーツ
- 録音制作進行 - 工藤由梨
- ロシア語監修 - Dmitry Kumlev
- ロゴデザイン・パブリシティ・UIデザイン・WEBデザイン - WINFANWORKS
- 宣伝・広報 - 笹谷徳郎
- ビジネス＆セールスマネジメント・パッケージ宣伝 - アニプレックス
- 企画・制作 - TYPE-MOON

オープニングアニメーション
- アニメーション制作 - ufotable
  - 監督・絵コンテ - 竹内將（アルクルート・シエルルート）
  - 演出 - 竹内將（アルクルート）、下村晋矢（シエルルート）
  - キャラクターデザイン・作画監督 - 須藤友徳
  - 色彩設計 - 松岡美佳
  - 美術監督 - 樺澤侑里（アルクルート）、衛藤功二（シエルルート）
  - 背景美術 - ufotable美術部
  - 撮影監督 - 寺尾優一
  - 3D監督 - 佐藤号宙
  - 撮影・3DCG - ufotableデジタル映像部

コンシューマ版移植スタッフ
- 移植版プロデュース - ディライトワークス株式会社
- エグゼクティブプロデューサー - 庄司顕仁
- 開発 - ヒューネックス
- 制作協力 - ディライトワークス株式会社、神羅エージェンシー、クラウドゲート、MUGENUP

## ストーリー
物語の主人公である遠野志貴は、幼い頃に一度死にかけた後、「モノ」の壊れやすい部分を黒い線として捉えることのできる特別な眼「直死の魔眼」を持つようになった。その能力を持つ負担に苦しんでいたときに、偶然出会った魔法使いを名乗る女性からたしなめられ、その眼の力を封じる眼鏡を受け取ったおかげで、外見上、普通の少年として平凡な生活を送ることができた。
しかし、子供の頃から預けられていた親戚の有間の家から、実家の遠野家に帰ることが決まった頃と時を同じくして起きる、全身の血液を抜かれて人が殺されていく連続猟奇殺人事件が、志貴の生活を非日常へと急激に変化させてゆくこととなる。

## 舞台設定・主な用語
この作品の設定はTYPE-MOON作品の多くが共有するそれと同一である。
本作はFateシリーズが人間讃歌をテーマにしているのに対し月姫とMELTY BLOODの世界観は、ガイア理論がテーマになっており。この世界線はゼルレッチが朱い月に噛まれ死徒化したことで、人理がとても不安定になっておりFateシリーズとは少し異質な並行世界になっている。
共通した設定も参照のこと。

### 吸血鬼
人の血を吸う吸血種（血を吸う生き物の総称）の一種。作中においては後述の真祖（しんそ）、死徒（しと）、ないしそれらに血を受けて吸血種と成ったモノを指す。基本的に太陽光に弱く、血を吸った対象を支配し配下に置いたり、血を入れた対象を手足の延長線のように操ることができる。

#### 真祖
吸血種において特異なモノ。性質は精霊に近い。基本は、自然発生で男性体しか生まれないが、ごく稀にアルクェイドのような女性体が生まれることがある。人間に対して直接的な自衛手段を持たない星が生み出した、人間を律する「自然との調停者」「自然の触覚」。発生に人々の想念が関わっていないので神霊の類ではない。世界に望まれるも人々に望まれた存在ではないので、次第に隠れ住むようになり、その数を減らしていった。
星をかつての姿「真世界」に戻そうとする。人を律するために精神と肉体の構造を人間に真似て作られた（一方で朱い月のブリュンスタッドを「おてほん」にしたとも「tale」で語られている）。参考にしたオリジナルにはそもそも欠陥が含まれるためか、真祖は吸血衝動という間違いを持っている。高い身体能力と精霊に近い性質を持ち、世界と繋がることで思い描く通りに『自身（精霊）』と『自然』を変貌させる「空想具現化（マーブル・ファンタズム）」という精霊の能力を使える。アルクェイド程の力があるなら全力を尽くせば山奥に街一つ作り上げ、「彼女の世界」の中であれば千年後の月を現代に持ってくることが可能である。なお、動物が相手ならば多少手を出すことが出来るが、自然から独立した存在へ直接の干渉は行えない。例えば、本編でロアの足首以外を消し去ったのは、大気の層を真空状態にした結果である（アルクェイドの空想には床にまで断層を作る、という意思が足りなかった）。
細胞の限界という意味での寿命は無いが、全ての真祖には「律する対象である人間の血を吸いたい」という欲求（欠陥）があり、真祖はその欲求を抑えるのに大半の精神力を消費し、いずれ蓄積された欲求が自身の精神力を超えそうになった時には自ら永劫の眠りに就くため、それが寿命の無い真祖の「寿命」とされる。自ら眠りに就くことなく吸血衝動に負けて欲求のままに無差別に人間の血を吸うようになってしまった真祖は「堕ちた真祖」や「魔王」とも呼ばれ、力の抑制から解き放たれ、真祖としての真の力を発揮できるようになっており、人の力で滅ぼすのは不可能と言われる。
次代の真祖の王族として生を受け「堕ちた真祖」を狩る為に教育を施されたアルクェイドは、ロア（人間時）の姦計により暴走し真祖の大半を消滅させたが、『MELTY BLOOD』では真祖というにはあまりにも純度が低いものの、アルクェイド以外に真祖の生き残りがいることが示唆されている。また、朱い月のブリュンスタッドが残した「真祖を生み出す固有結界」がある限りアルクェイド以外の真祖は生まれ続けている。
リメイク版で追加された設定
事象収納
星の地表で育ったモノを概念的、かつ物理的に収納する能力。時間さえ停止させて、惑星の地表に発生したあらゆる創作物――テクスチャーの没収を行う。
真祖が本気で能力を発現する時、世界の方が真祖に合わせた環境に切り替わる。いわば“簡略化”、土地が一旦更地に戻されたようなもの。
岩の塊で出来た街の残像は惑星の一部として残るが、建物も生物も細菌に至るまで形而上のものに変換され、不要な異物として星の内海に仕舞われる。世界がそのまま裏返しになってしまったら、収納された事象は二度と戻って来られなくなる。また、特定の人物を収納から弾く事が可能。
障壁を張る事で事象収納をある程度耐える。アルクェイドと同質の存在である第七聖典は変換の対象にならないとか。
光体
膨張現象（インフレーション）。離拡光体現象。
真祖の王族のみが持つ励起状態。真祖がなんらかの手段で肉体を完全に破壊されてしまった時、その反作用として起きるとされる。
肉体という筐を失った事で圧縮されていた魔力が開放され、地表から引き出すエネルギーも制限がかけられなくなり、存在規模を膨張させた結果。光体の中心に本人の意識はあるが、肉体という壁がないため、その有り余る魔力量のまま「本人が思い描く、自身のイメージ」が投影・拡散されている状態。いわば精神力だけで作られた自然現象。
まだ魔力が有り余っている真祖を下手に破壊してしまうと今度はその体内に蓄えられていたエネルギーのみで出現し、災害となって人間の都市を破壊する、という報復機能。惑星の環境を初期化するシステムである。
作中でアルクェイドは100メートル以上の光の巨人となった。

#### 死徒
吸血鬼の一種。人間から吸血種に成った者たち。真祖や他の死徒に吸血され、その血を体内に入れられた人間のうち、肉体・霊的資質に優れた者が成った場合と、魔術師が研究の果てにその身を吸血種へと変えた場合とがある。吸血による死徒化の場合、血を入れた側を「親」、血を入れられた側を「子」とも呼び、「親」である吸血鬼は「子」の力や吸血衝動に影響を与える。
吸血による死徒化の過程は次の通り。素質ある人間の死体の脳髄が溶けて魂が肉体に完全に“固定”された「食屍鬼（グール）」の状態となり、その後数年かけて他の遺体を喰らい続けることにより腐敗した血肉を補った「生きる死体（リビングデッド）」になり、「生きる死体」がさらに数年かけて人間だった頃の知性を取り戻してはじめて「吸血鬼」となる。ただし、特に資質に恵まれた者であれば、短期間で吸血鬼となる場合もある。
死徒の肉体は不老であるうえ、肉体も人間に比べれば頑強になり、“復元呪詛”と呼ばれる時間逆行によって生きている限りは損傷部位も元に戻る。しかし、精神や魂の劣化を防ぐことはできず、またその肉体は何もしなくても常に崩壊を続ける。そのため、生前と同じ種類の生き物の血を定期的に摂取することで遺伝情報の補完を繰り返す必要のある「不完全な」不老不死である。
死徒の起こりは真祖の吸血衝動の一種の痛み止めとして用意された人間だったが、やがて力を付けることで真祖の支配を破り逃げ出した最初期の死徒たちが「死徒二十七祖」と呼ばれるようになり、特に強力な吸血種の称号として、代替わりや欠番、または死徒以外の吸血種を座に迎えながらも、現在も世界の闇に君臨している。
リメイク版で追加された設定
死徒の階級が細かく変更された。

##### 死者
Ⅰ階梯：死者
親の死徒の命令通りに動く人形。命令がなければ死体のまま放置され、死に至る。親にただ血を吸われて、血を送られただけの下級兵士。
死徒に殺された後に血を送られたら犠牲者は死者にされてしまう。
Ⅱ階梯：屍鬼
グール。意思はあるものの、明確な思考はできない、生前の姿を擬態している死者。親の魔力で腐敗こそしないものの、中身は完全に崩壊している。
脳が腐り出しているから本能で血肉を求める分、Ⅰ階梯の死者より凶暴。吸血鬼の兵士。
Ⅱ階梯以上になるには適性（吸血種の血に抗える免疫力）が必要。適性を持つ人間は100人中1人ぐらい。ただし、なまじ適性を持っていても生存力次第で絶命することもある。その中で、送り込まれた親の血に適応できて、耐えきれたものだけがⅣ階梯以上になれる。
Ⅲ階梯：不死
ようやく吸血鬼と呼べる程度の生き物になる。生きる屍。アンデッド。
生前ほどの思考能力はないものの、自分だけで人間生活を偽装できる。自分がどういう生き物になったのかを理解した上で親に従っている上級兵士。
一度死んでから脳を再構成しており、日光も平気だが、正体を秘すためには定期的な防腐処理が必要となる。味覚と痛覚を持たない。親が消滅しても死体には戻らない。

##### 夜属
Ⅳ階梯：夜属
生前のパーソナリティを維持したまま、吸血鬼見習いとして活動する不死者。人間離れした身体能力を持つかわりに極度の冷えと渇きを覚える。いわば下級騎士、半人前の吸血鬼。しかしこの段階で既に代行者は圧倒されるほどの強さとなる。
Ⅵ階梯以上のモノが獲物を丁寧に、少しずつ吸血していくと、犠牲者はこの階梯の吸血鬼からスタートする。日光を浴びると貧血になる程度で、まだ焼かれはしない。
魔術世界においては“ヒト”と呼べるのはこの階梯まで。
Ⅳ階梯に達した吸血鬼は、もう親基から離れても生きていける。親基から見れば、モノからイキモノに成った、ぐらいの感覚。この階梯になれるのは1000人中1人の割合である。
Ⅴ階梯：夜魔
Ⅳ階梯の深度に加え、その血液に宿った呪いによって親基、あるいは個人に起因する異能を発揮できるようになる。上級騎士、一人前の吸血鬼。
この段階に至っては代行者が束になっても敵わないとされる。

##### 死徒
Ⅵ階梯：死徒（下級）
完全に“吸血種”として自立。成り上がりものの限界。あえて言うなら城塞。
自分が作ったグループの頂点「親基」になれる。だが、Ⅵ階梯以上の子は作れない。
生殖機能がすでに失われている、という生き物として致命的な欠点を持つため、死徒は霊長類にカウントされない。
Ⅶ階梯：死徒（上級）
祖に認められ、更なる異能を与えられたもの。同じ呼び名でもその規模はⅥ階梯とは別物。この階梯になると居るだけで地域を汚染する毒になる。
並の代行者では太刀打ちできない異端であり、貴族として自らの意志を許された吸血鬼。親基である祖に絶対服従という訳ではなく、機会さえあれば祖を倒して、その呪いを受け継ぐ事ができる。
ただし、同じ“自由”を得たとしても祖が生きた年月との差は膨大であり、祖の存在規模を上回ることは難しいとされる。
Ⅷ階梯：後継者
祖が自分の後継に認めた、才能ある吸血鬼。言うなれば王子、王女。祖の中には吸血鬼ではないものを見初めて、いきなりこの階梯まで引き上げてしまうモノもいる。
ひとりの祖に最低ふたりいるらしく、単純計算で50匹以上いる。中には真祖を模して作られた死徒がいるとも言われている。
その力は真祖すら寄せ付けないとされる。
Ⅸ階梯：祖
死徒の王。
“真祖の非常食”という立場から抜け出し、まったく違うモノとして独立を勝ち取った古い死徒。月から地上に落ちた真紅の染み。決して他と相容れない世界を持った猛毒たち。
Ⅵ階梯の死徒を生み出し、人間を“寿命”として摂取する長命者。現在に至る吸血鬼社会の構造を創ったとされる。
二十七つ在るため、二十七祖と言われている。存在規模は個体差があり、西暦以前から活動しているのが「古参」、西暦以後から活動を始めたのが「新参」と分類される。
神霊に比肩する強大さを誇り、祖と敵対するのは一つの国の相手をするのと同義だとされる。
原理血戒
イデアブラッド。リメイク版で追加された力。祖を祖たらしめている血液の質であり、魂に刻まれた大本の戒め。その血を巡らせるだけで惑星の物理法則を塗り替える特異点。
この血を継承した死徒は、どんな階梯であろうと祖に成り上がる事となり、アルクェイドはこれを『王冠』と例えていた。
反面、原理血戒を動かすには千年クラスの土台が必要となり、数百年活動した程度の死徒が継承してもその呪いで潰されてしまう。本来であればヴローヴに耐えられる物ではなかったが、ある死徒から施された術式とその相手に対する復讐心により、彼の正気は最後まで残される事となった。

### 第七聖典
シエルが所有する教会所蔵「転生批判外典」たる概念武装。
もともとは祭礼用に使われていた一角獣の角。一角獣が臨終した際に、人身御供の少女と角に宿る動物霊を融合させた。融合して生まれたのが精霊「セブン」である。表面には「転生かっこ悪い」といった意味合いの転生批判の文句がびっしりと書き込まれていた、という儀礼用のアイテムが武器として使用されることとなり、槍やら杭となったが、近代化にあわせて銃剣に、現在はシエルの趣味でミサイルランチャー付き大型パイルバンカーに改造されている。
リメイク版での設定
教会が主の威光を示す為に作りあげた、長く使い手不在だった門外不出の聖遺物。
千年前、地上に残っていた稀少な幻想種をおびき寄せ、呼び水となった少女ごと竈にくべる事で神鉄を錬成し、教典として組み上げた概念武装。
魂砕き、すなわち断罪死をはじめとした、人間が背負うであろう死の要因があまねく記され、神鉄はその固有震動でこれを戒める洗礼を詠唱し続ける。
もともとは持ち運べないサイズの祭壇のような装置だが、今はシエルに解体され、一角馬の角を基本骨子に作られた「対吸血鬼武装車両」になっている。
双銃、銃剣、大剣、甲冑、破城弩弓、という六つの武装へと換装可能。更にそれらを組み上げて展開する事によってより強力な形態へと変形可能。
武器工場とも喩えられ、シエルのオーダーに応じて弩弓の使用弾頭などを変更できる。
燃費がすごく悪く、普通の人間が使ったらすぐに衰弱死する。
焼死（ブレイズ）
第一死因。7.62mm口径のアサルトライフル。十年クラスの死徒なら根こそぎ挽肉にする銃弾の雨を繰り出せる。
病死（シック）
第二死因。銃。完全武装シエルのアークドライブなどで姿を見せているが、効果は不明。
出血死（ブレイド）
第三死因。2メートルを超える大剣。刃を分解して、短剣ないしワイヤーで繋いだ蛇腹剣として運用が可能で、最大限に伸ばしたら有効範囲は30メートル。
シエルがかつて倒した剣術の師である死徒二十七祖の第二十五位「べ・ゼ」から学んだ技術を最大限に生かせる武器。
衝突死（ブレイク）
第四死因。杭打ち機（銃剣）。発動時に燃焼ガスが杭を回転させ、相手を消滅させる。
杭打ち機は本来油圧式だったが、特殊環境下で故障する危険性が高いため、メイン動力が魔力による外部圧力に作り直されている。
ヴローヴが「どこまでも狡い蛇」と憎しみを見せたことから、ロアとなんらかの関わりがあるようだが詳細は不明。
第三死因と合成することができる。
精神死（ロスト）
第五死因。詳細不明が消去法で破城弩弓だと判明できる。
断罪死へと換装し、第一死因、第三死因、第四死因を補助武装として合成すると、アルクェイドにも打倒できる程度の威力を持っている。
３つの死因を補助武装として装備している時の最大射程は5キロメートル。
拷問死（ペイン）
拷問具・純潔証明（ヴァージンペイン）。鉛と鉄で組み上げられた甲冑。
鉄の処女（アイアンメイデン）と呼ばれた“死して魔女と証明されないかぎり自由になれない”拷問具に起因する概念武装。
“使用者が死ぬまで外す事はできない”特性を持つが、それも転じて“使用者が死ぬまでは壊れない”特性を意味するため、シエルはそれを良しとして利用する。
外部からの暴力や劣悪な環境の影響を防ぎ、内部での責め苦による衰弱死のみで破壊する。使用者の魔力が尽きないかぎり、最低限の生命活動を保証する。
ある意味で、甲冑が剥がれた後のインナーこそ本体であって、耐刃、耐火、耐毒、耐衝撃、耐神秘の性能を持ち、戦車の砲弾やアルクェイドの爪の直撃でさえ耐えられる。
断罪死（パニッシュ）
第七死因。第七聖典の本質。転生批判の聖典。杭打ち機または破城弩弓による魂砕き。
おそらく甲冑以外の他の武器でも使用可能。

### 直死の魔眼
モノの寿命を視覚情報として捉えることのできる眼。これが読み取って視覚化するのは単なる生命活動の終了ではなく、意味や存在における「いつか来る終わり」「死期」「存在限界」であり、「存在の寿命」そのものである。直死の魔眼所有者にとって「死」は黒い線と点(リメイク版では両儀式と同じ赤い線と点に変更された死徒の場合は青い線と点となる)で視認され、強度を持たない。魔眼所有者がこの「死」を切ったり突くと、対象（有機、無機を問わず、時にはより広義・上位概念上の存在も含む）を殺すことができる。
「死の線」はモノの死に易いラインを表し、線をなぞり断てば本体が生きていようとその部分は「死亡」し、結果として対象はどんなに強靭であろうと切断される。「死の点」は死の線の源でもあり、寿命そのもの。死の点を突けばそのモノの意味が死に至る。志貴が点を見るには極度の精神集中が必要となる。
直死の魔眼と称しているが、正しくは魔眼ではなく超能力に分類され、所持者の脳と眼球でワンセットである。見ることができる「死」は所持者の認識に左右される。対象物の中の限定的な部分に関する線や点だけを突くことも可能で、体内の毒物や病んだ内蔵などを限定して殺せば他は傷つけずに排除できるため、治療としての応用が可能。
直死の魔眼で殺せない対象
魔眼所有者が死を理解できないモノ、その時代において殺す（壊す）ことが不可能なモノ、死期が無いモノはその死も理解できないので線も点も視えず、殺すことはできない。それは人間である保持者の基準がその時代の人間の限界に準じるからである。

### 混血
かつて、ヒトならざるものと交わり力を得た人間の末裔。血の力を引き出すことで人間には無い異能を使い、先祖の血や個人によって能力は大きく異なる。ヒトならざるものの血を引く者が血の力を最大に引き出した状態を先祖還りまたは、魔を示す三大色を冠した紅赤朱（くれないせきしゅ）と呼ぶ。基本的に歳を重ねるごとに人以外の血は強くなっていき、魔としての意識がそれを抑えつける人の意思より強くなった状態を「反転」と呼ぶ。「反転」すると人らしい理性や道徳観が欠如し、ケモノじみた欲望のままに行動するようになる。紅赤朱など、そういった魔としての血が濃くなって人から「外れた者」を処罰する退魔の組織や血筋も存在し、家柄や時と場合によって混血も彼らと協力したり、最大の敵対者となったりする。

#### 遠野一族
鬼種の内、元から鬼だった者との混血で、長く土地を治めた豪族の末裔。資産家であり、財閥めいた一大グループを築いている。しかし序列は経済的な裕福さよりも、血の尊さが優先されている。
遠野
東京都の総耶に根を張る混血の一族たちの宗主。（同人版では、魔法使いの夜と同じ三咲町が舞台である）
当主は遠野秋葉。先代頭首の遠野槙久は既に死去。
かつては退魔組織とは敵対関係にあったが、槙久の代で仲間を売るなどして協力的な混血として渡りをつけたので、いきなり処断されるような危機的な関係ではない。対等な協力関係と言うよりは見逃されたと言ったほうが妥当。
秋葉の代でも不可侵は続いている模様だが、監視者として時南宗玄を送られている（宗玄が真面目に監視しているかどうかは別として）。
遠野の当主が使う武術は、通常のものを「赫訳」、当主のみに許されたものを「赤主」と呼び、そのさらに上の禁忌中の禁忌を「紅主」と呼ぶ。シキが赫訳、秋葉が赫訳と赤主、紅摩が紅主を用いる。
有間
遠野家の分家の中で最も鬼の血が薄い。
遠野家より庶民的だが、華道の教室を開いており、剣道場もある。これと同一かは不明だが、使われていない道場を都古が八極拳の練習場にしている。
久我峰
遠野家の分家だが、鬼の血は薄い。男性は肥満体質な一方、女性はとっても美人な家系。当主は久我峰斗波。財力は遠野家を上回り、遠野グループの三分の一は久我峰企業が関わっている。
刀崎
遠野家の分家の一つで、骨師と呼ばれる刀鍛冶の一族。
普段は鉄で刀を鍛えるが、これは、という使い手に出会うと自らの腕を差し出し、その骨で刀を作る。当然、その骨刀は最期にして最高の一品となる。その骨刀は大陸に伝わる破山剣と似て非なる性質を持つという。
混血ではあるが、本来は退魔で相容れない立場のはずの七夜家の歴代頭首と懇意にしていた。
軋間
遠野の分家の一つとして数えられているが、実際にはルーツが異なる。
遠野と違い、意図的に血を濃くし、より「魔」の純度の高い者を輩出してきた一族。時期の早い遅いはあれ、当主は必ず紅赤朱となるという。その究極として生み出されたのが紅摩であるが、生み出したことで一族の向かう先が破滅と知り、紅摩は幽閉される。一族は幼い紅摩を殺そうとするも失敗し、逆に暴走した紅摩によって全滅させられた。公には自滅ではなく斎木が滅ぼしたことになっている（ただし、退魔組織、七夜などには真相が伝わっていた）。
一族を全滅させた後の紅摩は斎木邸に置かれていたが、斎木の断絶によって遠野に組み込まれた。
当主は唯一の生き残り、軋間紅摩。

### 地名
三咲町
同人版での舞台となる街。魔法使いの夜にも登場する首都圏近郊に存在している地方都市だが、設定を共有しない部分が多くあり、丘の上にある洋館が久遠寺邸か遠野邸などの違いがある。
リメイク版での設定
東京都
言わずと知れた、日本国における首都。リメイク版の舞台の総耶は東京都内にある。
江戸時代には「江戸」、大日本帝国時代には「帝都」と呼ばれた都市である。徳川家康と以降の将軍家によって都市として整備されているが、その設計には南光坊天海が深く関わったとされている。
総耶（そうや）
遠野邸や彼らが通う学校がある都市部の街。
ニュースの報道で「総耶区」とされたことから、恐らく「東京都総耶区」。
街の中心に「総耶駅」があり東西に線路が伸びているため、北と南で大きく分かれる。
浅上女学院
秋葉が通う有名なお嬢様学園。
中学から大学までのエスカレータ。明治初期に設立されたミッション系の学院だったが、いまはその名残を残すだけ。昭和になった頃に資金難から閉校寸前になったが、新しい支援者の浅上康蔵（空の境界に登場する浅上藤乃の養父）に恵まれて今に至る。
見目麗しい生徒が多く、ご令嬢も多い。文化祭に入場できる「親族招待チケット」は、黄金の価値があるとも言われている（有彦情報）とか。
全寮制だが、秋葉は特例として自宅からの登校が許されている。しかし総耶の街からは「隣の県」にあるらしく、遠野邸からは車で一時間近くかかる。

## 登場キャラクター
声の項は、『MELTY BLOOD』（無印 - 『Actress Again』まで）『カーニバル・ファンタズム』 / 『真月譚 月姫』 / 『月姫 -A piece of blue glass moon-』『MELTY BLOOD:TYPE LUMINA』での担当声優。

### メインキャラクター
遠野 志貴（とおの しき）
声：野島健児、小林由美子（幼少期）/ 鈴村健一、根本圭子（幼少期） / 金本涼輔、藤原夏海（幼少期）
身長：173cm / 体重：57kg
誕生日：10月15日 / 血液型：AB型
本作の主人公。高校二年生。財閥めいた大グループである遠野家の長男だが幼い頃に重傷を負い、それ以後父親に勘当同然に拒絶されて親戚の家「有間」で過ごしていたが、父親の死をきっかけに再び遠野の屋敷に彼が戻るところから物語は始まる。
子供の頃の二度にわたる臨死体験がきっかけで、「モノの死」を見ることの出来る「直死の魔眼」を得る。視力は両目とも2.0（あるいはそれ以上）だが、直死の魔眼は脳に非常に重い負担をかけるため、普段は「魔眼殺しの眼鏡」をかけて眼の力を抑えている。
基本的には誰にでも優しくできる中立な青年。整ってはいるが、地味な童顔で並みの容姿。運動神経は良いが、幼い頃に重傷を負った事件以降、慢性的な貧血持ちであるため体育は苦手。重傷の傷跡が残っており、胸に大きな傷痕や背中に火傷の痕がある。私物を持ちたがらない性格で部屋の中もさっぱりしているが、刃物の収集癖があり、また殺人鬼としての秀でた素質を持つ。
何事も器用にこなすが女性に対して鈍感であるため、各ヒロインから「愚鈍」「鈍感」「野暮天」「朴念仁」「一番悪い人」と言われている。
実は養子で遠野の血は引いておらず、旧姓は七夜。魔よりになった混血を暗殺することを生業とする退魔の一族である七夜を恐れた遠野槙久による七夜一族殲滅の際、自分の息子と同じ「シキ」であるという気まぐれから養子に取られ、シキ、秋葉、翡翠とともに幼少の一時期を過ごすが、ゲーム開始直後は槙久により幼少時の一部の記憶を暗示により封印されている。七夜志貴であった頃の記憶はほぼ無くしているが、「直死の魔眼」の元となった「ありえざるモノを視る」眼である「淨眼」は残っている。彼が魔眼をフル活動する時に目が蒼くなるのは淨眼の性質である。淨眼の能力の一部として霊体を視ることが可能で、霊視が出来ない者には見ることが出来ない秋葉の「檻髪」も視認できる。「人でないモノ」に対する殺意の衝動や殺人鬼としての資質、極限状態で見せる体術などの七夜の一族の特徴は、いまだ彼に残っている。また、反転衝動で極限状態になった彼は殺人貴と呼ばれ、もしくは可能性の一つとされる。詳しくは下記を参照。
彼の持つナイフ「七ッ夜」は七夜家の宝刀。宝刀といっても値打ちはなく、単に頑丈なだけ。割りと昔の物のくせに飛び出しナイフという謎仕様。その実態は退魔の一族の高度な技術力の結晶であることが示唆されている。
名前と能力は『空の境界』の主人公の両儀式から、顔立ちは同作の登場人物である黒桐幹也から受け継いでいる。
同じ直死の魔眼を保持する両儀式と比べると、肉体のスペック等の問題から彼女よりも魔眼使いとしては劣るとされる。モノを殺すの言葉通りに物体やそれに対する概念を殺すことが可能であり、作中では死の点を刺すことにより校舎を崩壊させている。
アルクェイド・ブリュンスタッド（Arcueid Brunestud）
声：柚木涼香 / 生天目仁美 / 長谷川育美
身長：167cm / 体重：52kg / スリーサイズ：B88/W55/H85 / 姫アルク状態時：神代回帰/質：B / 神代回帰/量：A++ / 神代回帰/編成：西暦以前までの、擬神化される自然現象
誕生日：12月25日（自称）/ 血液型：不明
イメージカラー：白 / イメージソング：Nav Katze「Crazy Dream」
本作の正ヒロイン。真祖に区分される吸血種。真祖の執行者。真祖の王族(アーキタイプ:アース)。 日光を浴びても「なんかだるい」位にしか感じず、人間の血を吸うのを自制している変わった吸血鬼。
無邪気で天真爛漫で感情の起伏が激しい。わがままとも取れる行動をとるが、それは社会経験がほとんどないためであり本人に悪気はない。自由奔放な猫のように、明るくしなやかな女性。楽観的に見えるが、根は悲観主義。「教えて知得留先生」ではデフォルメされた謎のキャラ「猫アルク」として登場している。髪の色は金髪で髪型は元々はロングだったが、死徒二十七祖第九位にて姉にあたるアルトルージュ・ブリュンスタッドに長髪を奪われており、取り返さない限り伸びることは無い。
12世紀頃、他の真祖と同じく自然発生で誕生。他の真祖よりも優れたスペックを持っていたため堕ちた真祖を狩るための教育を施された（旧設定は、真祖の一族が「最高の真祖」を求めて生み出した、いわば“人造真祖”であり、堕ちた同胞を処刑するために生み出された戦闘人形とされていた）。しかし、その高すぎるポテンシャルゆえに「朱い月」を復活させる“器”となることを恐れられ、これ以上の成長がないよう、処刑執行後は、他の真祖たちにより記憶と感情をたびたびリセットされるようになる。その後、ミハイル・ロア・バルダムヨォンの姦計に陥れられ、暴走してその場にいた真祖たちを抹殺。ロアを怨敵と認識し、以後ロアが転生するたびに彼を抹殺するため行動していく。それ以外のときは居城「千年城ブリュンスタッド」で自らを拘束して眠り続けていた。
他の追随を許さぬ高い身体能力から繰り出される「爪」と「空想具現化」による戦闘力は『DDD』を除くTYPE-MOON作品の多くが共有する統一的世界観において最強クラスである。地球そのものから無限のバックアップを受け、シンプルイズベストであるためオールラウンダーであり、総じて勝率が高い。しかし星からの絶対命令により「相手の個体能力（武器などの外的要素は個体能力に含まれない）よりもやや上の出力」しか許されない。通常アルクェイド（30%）とサーヴァントを比較すると強さは4倍で個体能力はサーヴァント約2体分となる とされている。あくまで相手の『個体能力』に応じるため、例え本人の能力がアルクェイドと同格でも、武装数が多く用途も多岐に渡るサーヴァントはアルクェイドより有利となる。
しかしリメイク版では、聖堂教会に残された真祖の王族と交戦する際の注意事項の中には「一対多数を原則とせよ」と同時に「武装、戦闘者の質は均等にせよ」ともあり、最も考慮すべきは「人間たちの実力の違い」であるため、『強力な指揮者をたて、統率のとれた軍隊で交戦する』という戦い方がアルクェイドには通用しないとされている。
作中ではロアに力の一部を奪われ、また志貴に出会い頭に惨殺された影響で大きく弱体化している。
真祖は常に吸血衝動を抑えるために70%の力を使っている。彼女も例外ではなく、普段は吸血衝動を抑えているが、逆上し吸血衝動に飲まれかけた状態の時は100%の力を引き出す。この状態は暴走アルクェイドあるいは悪クェイド（ワルクェイド）と称されている。また深層意識である朱い月と呼ばれる側面が前面に出し別の行動理念が表に出た状態、最高純度の真祖・星の触覚真祖アルクェイド（通称姫アルク）だと千年城の主として君臨していた時代の体であり、髪を奪われる前の姿だと100%の力に加え、魔術を一切寄せ付けない魔法以前の神秘再現神代回帰の特性も追加される。
本編では表情豊かな女性だが、本来は真祖の処刑道具として一切の感情を排して「運用」されていた。彼女が感情を持ったのは、志貴に殺されたことで「システム」も破壊され、再生する中で「バグ」を起こしたようなものと例えられている。12世紀頃に誕生したとされるが、その活動年数は1年にも満たず、人生のほとんどは城で深い眠りにつくものだった。
ストーリーが秋葉たちを中心に展開する「遠野家ルート」では全くと言っていいほど出番がないため、正ヒロインであるにもかかわらずヒロイン中最も出番が少ない。そのことについて猫アルクが愚痴をこぼしている。
『TAKE-MOON』では志貴と魔法少女の映画を見に行ったことで、アルクェイドがそれに気に入り、魔法少女に扮した「白き月姫ファンタズムーン」という姿で登場しており、これが後に『Character material』に紹介され、また『フェイト/タイガーころしあむアッパー』に参戦している。ファンタズムーンの杖は『Fate/stay night』のキャスターから奪い取ったものである。
嫌いな食べ物はにんにくで、摂取すると卒倒してしまう。
4回行われた月姫キャラクター公式人気投票で1位を独占する等、高い人気を誇る。なお、2009年のまほうつかいの箱での公式人気投票の「第1回マイBESTキャラランキング」では全TYPE-MOONキャラ中5位であり、月姫キャラクター中では1位。
デザインのモチーフは武内崇が大学時代に読んだファッション雑誌の外国人モデル。現在、跡地となっている同人時代の公式ホームページでその写真の閲覧が可能となっている（EXTRA→スタッフ座談会第一夜と進むと、中程からリンクが貼られている）。長らく不明だったがようやくモデルの名前がアマンダ・ダイアー氏と判明する 。名前の由来はドラキュラの逆綴りではないかと言われていたが、スタッフによれば名前が中々決まらなかったために奈須きのこの別作品に登場するキャラクターの名前を使うことになっただけで偶然とのこと。
『Fate/EXTRA』ではバーサーカー、『FGO』ではムーンキャンサーのサーヴァントとして登場。
シエル（Ciel）
声：佐久間紅美 / 折笠富美子 / 本渡楓
身長：165cm / 体重：52kg / スリーサイズ：B85/W56/H88
誕生日：5月3日 / 血液型：O型
イメージカラー：青 / イメージソング：BUCK-TICK「地下室のメロディー」
気さくで物腰の柔らかい、志貴の学校での先輩。しかし実は“普遍的な意味を持つ”一大宗教の裏側、“異端狩り”の組織「聖堂教会」の中でもさらに異端審問に特化した組織「埋葬機関」の代行者として、神に代わって異端を殺すことを生業としている人物。「シエル」は洗礼名で、本来の名はエレイシア。通称「弓のシエル」、「埋葬機関第七位」。
組織の第七位（組織は七人編成。予備役が一人）であり、単独での執行権を持つ。卓越した身体能力、膨大な知識、冷酷な感性を持ち、総合的に非常に高い戦闘力を有する。任務遂行時はクールで冷徹。身体能力を生かした高い格闘技術の他、「黒鍵」と呼ばれる投擲用の剣から銃火器まで数多くの飛び道具を法衣の下にしまい込み愛用するため、埋葬機関から「弓」と呼ばれる。
魔術に関しても秀でており、知識だけなら対立組織「魔術協会」の最上位の魔術師に匹敵し、魔力のキャパシティーも通常の魔術師の百倍に相当する。使用する魔術は簡単な催眠から、戦闘用の投剣「黒鍵」への魔術の付与、身体能力の強化、数秘紋による雷撃、結界に関するものも見られる。ある理由から（任務遂行のためなら拒まないが）魔術を使用することを嫌い（ただしリメイク版では、アルクェイドを倒す為ならためらわず使う）、また、ある死徒が死ななければ死ぬことが出来ない。
シエルの武装の中には転生を否定する「第七聖典」という、絶大な威力を持つ強力なパイルバンカーがある。元は霊体に対してのみ有効な概念武装だったが、シエルの趣味で改造され、総重量は60kg（オプションパーツを付けると最大でその倍）となり、物理的攻撃力だけでも吸血鬼を殴殺できる鉄塊と化しており、『Current Code』ではミサイルランチャーが装着されているのが判明している。「セブン」という精霊が宿っているが、こちらは『歌月十夜』にて登場。
メガネにはあまり度が入っておらず、戦闘時は外していることが多い。
実は先代17代目のロアの転生体。フランスの片田舎でパン屋の娘として平凡に生きていたが、ロアが覚醒したことで自身の意識は保ったまま家族や友人を含めた故郷の人間を全て惨殺してしまう。その後、教会と組んだアルクェイドによって滅ぼされるものの、魂のラベルは「ロア」のままだった。このことから、もし彼女が殺されたとしてもロアが生きている以上、「ロア」という魂を持つ彼女の死は世界によって修正される。つまりロアが存在する限り、死ねない体（無限蘇生）となっていた。異端として教会によるありとあらゆる殺戮を経験した彼女は、その不死性に目をつけた埋葬機関長・ナルバレックの誘いを受け、埋葬機関第七位の代行者となる。
上記の因縁によりアルクェイドとは折り合いが悪く、隙あらば殺し合いを始める関係。存在自体がある意味で異端である埋葬機関で生きてきた彼女は、自分同様「死」を経験しながら緩い志貴の生き方に強く感化されていく。
リメイク版では、さらに奥の手としてシエルが剣の師であったベ・ゼを倒し、回収された「剣」の原理血戒をもとに編み出した人智における最高峰の大魔術カルヴァリア・ガルガリン(通称カルヴァリアの星)。これは、成層圏に“ 燃え盛る天使の車輪”とも称される、太陽光を集束する反射鏡を複数構築し、地上に向けて光のギロチンを照射する。
この光のギロチンは長さ50km、幅10kmにも及びながら質量を伴い、着弾時間は無に等しい。そして成層圏から放たれるという性質上、地球の分身であり重力圏にある攻撃ならば感知できるアルクェイドを以ってしても事前に感知することは叶わなかった 。
極度のカレー好き。食事は学校での昼食以外ほぼカレーだけ「カレーうどんをおかずにしてカレーライスを食べる」という徹底振り。アニメ版『真月譚 月姫』第1話では学校の昼食で食事をしているとき、シエルが食べていたのがカレーではなくスパゲティだったために激怒したファンがいたとされる。
『ひぐらしのなく頃に』では彼女のオマージュとして知恵留美子（ちえ るみこ）先生というキャラクターが登場し、外見はもちろんのこと、「先生」「カレー好き」という設定も引き継ぎ、アニメの声優は『真月譚』でシエルを演じている折笠富美子である。前述のアニメでの不評要因であるスパゲティを嫌いなものに設定している（ネタで同一人物と捉える向きもある）。最初はただのオマージュだったが、後に作者同士の対談で公認化している。
名前はフランス語で「弓」は「シエル」だったと思い込んだ（名前の元をL'Arc〜en〜Cielから取ったため）シナリオライター奈須きのこによる命名だが、"Ciel"の実際の意味は「弓」でなく「空」（なお「弓」は"'arc"）であった。開発も終盤に差し掛かって判明したが、そのままで行くことになった。
『FGO』ではムーンキャンサーのサーヴァントとして登場。
遠野 秋葉（とおの あきは）
声：北都南（『MELTY BLOOD』無印）→ ひと美（『MELTY BLOOD Re・ACT』以降） / 伊藤静 / 下地紫野
身長：160cm / 体重：45kg / スリーサイズ：B73/W57/H79
誕生日：9月22日 / 血液型：A型
イメージカラー：赤 / イメージソング：Swinging Popsicle「サテツの塔」
志貴の妹で、名門「遠野家」の現当主。志貴を家に呼び戻した張本人であり、礼儀正しく完璧な立ち居振舞いを見せる気の強い令嬢。しかし、小さい頃は大人しく気が弱かった。
8年間も離れて暮らしていた志貴に負い目や不満があり、優しくしたいと思いつつも、志貴の気ままな性格や自身のプライドのせいで素直に感情を表せないでいる。血の繋がらない志貴を異性として愛しており、嫉妬深い面も見せる。胸がないことをコンプレックスに思っている。黒髪のロングヘアが特徴。（同人版の服装は、赤と白を基調としているのに対し、リメイク版では黒や紺と白色が中心）
屋敷の中では未成年飲酒を堂々としている。かなりの量を飲んでも顔が僅かに赤くなるだけで、志貴いわく「ざる」。洋酒が好み。
浅上女学院という学園で寮生活を送っていたが志貴を遠野家に戻すにあたり自宅からの通学に切り替えた。ルートによっては志貴の通う学校に転校する。
“略奪”の混血。視界にある無機物・有機物の熱を任意で奪う力を持ち、熱を完全に奪われた物体は形を保てなくなり気化する。この能力を最大に発揮させた状態である略奪呪界「檻髪」に加え、対象に命を分けて再稼動させる「式神行使」の力を持ち、8年前の事件において志貴が一度死んだ際、式神行使の能力により彼に自分の半分の命を与えて彼を蘇生させた。以後彼女は半分しか自分の命を使えなくなり、琥珀の能力で残り半分の命を補っている。なお、能力を使う際には髪が赤く染まり、その髪を用いた物理的攻撃も可能。
「兄」遠野志貴がそうであるように同じく「空の境界」の黒桐鮮花（黒桐幹也の妹）と容姿及び能力のイメージが似ている。この二人に関しては、青子や凛と共にキャラクター的な根源が同一であると述べられている。（紅赤朱）秋葉と青子はお互いに「他人と思えない」と感じている。
秋葉曰く鬼種は真祖や魔女、妖精などとは、自然の触覚として近縁のようなものらしく、薄いなりに同じ血が混ざっていると発言している 。
翡翠（ひすい）
声：松来未祐 / かかずゆみ / 市ノ瀬加那
身長：156cm / 体重：43kg / スリーサイズ：B76/W58/H82
誕生日：3月12日 / 血液型：B型
イメージカラー：青紫 / イメージソング：SOFT BALLET「PARADE」
遠野家の使用人で、琥珀の双子の妹。邸内の食事を除く家事全般と志貴の世話を受け持っている。包丁の扱いが下手なことと味音痴であることから料理することを禁じられている。濃いピンク色の髪にメイドカチューシャが特徴。
寡黙で無表情だが、よく見ると感情表現がはっきりとしており、芯も強い。潔癖症で極度の照れ屋で男性恐怖症でもある。志貴が持ち歩いているナイフが初登場したとき、その刃紋に見惚れる一幕も。
対象の生命力などを増幅させる「感応」能力を持つ一族の孤児で、志貴と前後する時期に遠野家に使用人として引き取られている。当時から、琥珀とともに彼と縁のある人物。しかし志貴側は記憶が曖昧になっており姉妹側は以前のことをはぐらかしている。
幼少時は現在とは違い明るい性格であり、七夜一族が目の前で惨殺され落ち込んでいた志貴を外界に目を向けさせる切っ掛けを作ったのも彼女である。志貴、秋葉、シキらと共に幸せな幼少時代を過ごしていたがシキが反転し、秋葉をかばって重傷を負った志貴を目のあたりにして何もできなかった自分を「まるで人形のよう」と悔やみ、現在のような寡黙な性格になってしまった。男性恐怖症も姉である琥珀が自分の身を削ってまで彼女の純潔を守ったことへの反動である。そのため琥珀に非常に負い目を感じている。
『月姫（半月版）』では、「お部屋をお連れします」などなかなかにぶっ飛んだ発言をしているなど、彼女のセリフに関わる誤字脱字が特に酷く、このことから「あなたを犯人です」という台詞を決め台詞とする「洗脳探偵翡翠」というネタが生まれた。後の『キャラクターマテリアル』においては「翡翠の可能性の1つ」として設定が追加されている。
本編以後は前述の連発された誤植や『MELTY BLOOD』での「暗黒翡翠拳」やメカ翡翠の登場など、ややギャグキャラ化している感は否めない。反面、洗脳探偵はダークヒーロー的キャラクターとして設定されている（とはいえ、洗脳探偵自体がギャグキャラであるが）。
琥珀（こはく）
声：高野直子 / 植田佳奈 / 桑原由気
身長：156cm / 体重：43kg / スリーサイズ：B78/W58/H80
誕生日：3月12日 / 血液型：B型
イメージカラー：赤紫 イメージソング：Cocco「やわらかな傷跡」
遠野家の使用人で、翡翠の双子の姉。濃いピンク色の髪に青いリボンが特徴。和服に割烹着が普段着で、秋葉付として彼女の身の回りの世話や料理や庭の手入れ、遠野家の健康管理や財務管理など幅広く受け持っているが、邸内の掃除は破壊癖があるため禁じられている。また、薬学の心得があり、遠野家の庭の草で薬品を調合することがある。遠野家において唯一、テレビやゲームなどの娯楽用家電機器を所有する。
いつも明朗で笑顔を絶やさないが、実は翡翠とは逆に笑顔しか表情を表現できない。その裏には過去の様々な出来事が深く関係している。
実は遠野槙久の暴走（反転による紅赤朱化）を抑えるために琥珀・翡翠姉妹の「感応」能力が必要とされ、遠野家に引き取られた経緯がある。琥珀は翡翠に累が及ぶのを食い止めるため、幼少の頃から一人で反転衝動で槙久が凶暴化した際に感情の捌け口としての暴行（感応能力を行わせるため性交の強制も含んでいたため、ほぼ性的虐待）に耐え続ける日々を送っていた。それ以降、彼女は自身を「人形」と思い込むことで苦痛から自分の精神を守ろうとするが、元から寡黙で感情を表に出すのが苦手だった彼女は自分を見失い、喜びも悲しみも感じなくなってしまう。
「人間らしさ」を失いつつも「人間らしさ」にすがった結果、自分が受けてきた苦痛を遠野の一族に復讐するという形をとることで「人間らしく」あろうとし、槙久に対する憎しみすら持てない空虚なまま、事件発覚以後寡黙になった翡翠に変わってかつての明るかった翡翠の役割を演じた笑顔の仮面を被り、裏で密かに策謀を巡らせ、遠野シキを懐柔して槙久を殺害することに成功するが、志貴の帰還は琥珀の復讐を、琥珀本人も気づかないうちに違う方向へと誘っていく。なお、歌月十夜以降は、本編で見せたような冷徹な策士という部分はあまり見せず、かなりはっちゃけたキャラへと変貌する事になる。
企画当初はサブキャラであったが、『半月版』で予想以上の人気が出たため、急遽一週間で専用ルートが設けられたという経緯がある。また最初期の『完全版』では、フローチャートの不備により、渾身の演出として隠しシナリオであったはずの琥珀ルートが初回から攻略可能であったため、フローチャートを作った張本人である奈須きのこが激怒、相方の武内崇に「見たこともないほど怒っていた」と言わしめた逸話もある。
前述のアルクェイドや翡翠同様、『キャラクターマテリアル』において「魔法のお手伝いさんマジカルアンバー」として登場している。またマジカルアンバーは『フェイト/タイガーころしあむアッパー』において黒幕的人物の一人という設定で、ある条件を満たせばプレイヤーキャラとして使用できる。

### サブキャラクター
弓塚 さつき（ゆみづか さつき）
声：南央美 / 田中かほり / 田中美海
身長：161cm / 体重：45kg / スリーサイズ：B79/W59/H82
誕生日：8月15日 / 血液型：A型
イメージソング：原田知世「彼と彼女のソネット」
志貴のクラスメイト。茶髪のツインテールという可愛らしい外見と人当たりの良さから非常に人気がある。ある事が切っ掛けで中学時代から志貴に想いを寄せていたが、志貴は高校まで存在自体に気づいていなかった。本作の舞台・三咲町で起こった連続猟奇殺人事件に巻き込まれ、吸血鬼と化して人を襲うようになってしまう。裏ルートにおける中ボス。
人間だった時は普通の少女だったが、死徒としての素質に恵まれていたため、半日程度で吸血鬼として蘇生した。その資質はかつての「死徒二十七祖」に匹敵し、存命していればわずか半年後には固有結界「枯渇庭園」さえ用いるようになる。
通称「さっちん」。本来なら彼女にも専用ルートが用意されるはずだったが、諸般の事情でカットされた。シナリオ自体は完成しており、「他のヒロインの話が食われてしまう」ほど完成度が高いと評される。
作中では悲劇のキャラであるが、作品の外でも、専用ルートがないことで不遇キャラとしてたびたびネタにされている。
同人時代の人気投票ではシエルの直下に必ず張り付き（公式第1回6位-シエル5位、第2回6位-シエル4位、第3回7位-シエル6位、第4回5位-シエル4位）通称、シエルキラーの名を与えられる。第4回ではついに強敵・翡翠（6位）を下す快挙を果たし、2009年のまほうつかいの箱での「第1回マイBESTキャラランキング」でとうとう翡翠（15位）のみならず、念願のシエル（13位）越えに成功し、全TYPE-MOONキャラ中10位にランクインという大健闘を果たした。
イラストライターの武内によると、ヒカルの碁に登場する藤崎あかりがキャラクターデザインのモデルとなっている。
アニメ版と漫画版では生存している。また漫画版では両親と思われる「弓塚徳春」「弓塚博子」の名前が出ている。アニメ版では両親と思われる名前は「弓塚マサハル」「弓塚ユウ」と読み上げられているほか、もう一人弓塚姓の人名が書かれているように見える。
乾 有彦（いぬい ありひこ）
声：なし / 櫻井孝宏 / 古川慎
身長：174cm / 体重：62kg
誕生日：10月24日 / 血液型：B型
志貴のクラスメイト。幼馴染で悪友。女好きで、シエルにも好意を持つ。赤毛の不良で志貴とは相性が悪そうな人物だが、いろいろと通ずる部分があり小学校以来の腐れ縁を保ち続けている。中学時代の志貴は、乾家に入り浸っていた。一見陽気で、万年遅刻魔と呼ばれるほどガサツな人物だが、外見に似ない観察眼と思慮深さも持っており、志貴の優しさや人当たりの良さの背後にある空虚さ、死との距離の近さに気付いている。本編においてさつきと志貴が交流を始めた際には「けなげで尽くすタイプの弓塚とお前では、相性が悪過ぎるからやめとけよ」と、まさに後の悲劇を暗示するような忠告をしていた。
たとえ一夜限りだとしても女性への態度は真剣そのものらしく、女子からの評判は良好。ただし志貴曰く「ナンパの成功率2割以下」とのこと。
「歌月十夜」のオマケで、シエルの持つ第七聖典に宿る精霊である「セブン」と知り合った。
蒼崎青子（あおざき あおこ）
声：三石琴乃 / 木村亜希子 / 戸松遥
身長：160cm 体重：50kg スリーサイズ：B88/W56/H84
誕生日：7月7日 血液型：A型
志貴の人格に多大な影響を与えた女性。フルネームで呼ばれるのを嫌うため、志貴は「先生」と呼んでいる。特異な眼を持ってしまった幼い頃の志貴に、死に掛けていた心に活を入れ、生き方に関する教えと、姉（蒼崎橙子）から奪った「魔眼殺しの眼鏡」を与えた。物語のプロローグとエピローグ『月蝕』で登場する。クールな性格で冷静なツッコミ役でもある。
『魔法使いの夜』の主人公であり、本来なら『月姫』に登場する予定はなかったが、武内崇の強い要望で登場した。
「ミス・ブルー」（もしくは「ブルー」）、「マジック・ガンナー」、「人間ミサイルランチャー」、アルクェイドからは、「魔弾の魔女」の二つ名を持つ世界に五人しかいない「魔法使い」の一人である。ただし、「魔術師」としての能力は標準以下だが、「壊す」事に関してのみ卓抜した才能を持つといわれている（それでも魔術師として戦えばFate/stay nightのキャスターには及ばない模様）。
『月姫』で志貴と関わっている時は気さくかつ偉大な「賢者」的存在として捉えられているが、普段は傍迷惑な暴れん坊の側面も持っており、『MELTY BLOOD』ではそういった側面が描かれている。
奈須きのこのインタビューによれば、「青子は20から歳を取らない」とのこと。
遠野 槙久（とおの まきひさ）
声：なし / 有本欽隆 / なし
故人。遠野家の前頭首にして、秋葉、シキの実父。志貴の本当の血筋である七夜の一族皆殺しの首謀者。
家族に対する保護欲は人並み以上だが、自分に甘く被害者意識が強い性格で、他人を道具程度にしか考えなかったことが、後の遠野家の悲劇を招いた。
歳を取るごとに「混血」としての反転衝動が強くなり、まともな状態である本来の人格と、残忍・凶暴な反転した性格のほぼ二重人格だった。自己の精神・体力を強化するために琥珀・翡翠の姉妹を使用人として手にいれ、感応能力で自己を保っていたが、本編開始直前に道具としか思っていなかった琥珀に騙されて槙久を憎んだシキに殺害される。（真月譚 月姫では、プロローグの一ヶ月後に正気に戻ったふりをしたシキは、秋葉を騙して牢屋の扉を開けさせ、その直後に地下牢に入って来た槙久は、シキに殺害される。）
漫画版ではのちに息子の四季が用いるのと同じ「血刀」を用いるさまが描かれており、志貴の母親を殺害し幼少期の彼の胸にも重傷を負わせている。また漫画版では息子の四季から「志貴を養子にしたのは息子たちが反転したときにいち早く粛清させるため」であると推測され「自分で処理すらしたくねえってことか!!」「ぬるいんだよまったく!」と批判されている。
有間 啓子（ありま けいこ）
声：なし / 夏樹リオ / なし
遠野家を勘当された志貴の面倒を見ていた。有間家は華道の家元である。小学生の娘に都古がいる。
リメイク版では回想シーンに登場するが、ボイスはなし。
有間 文臣（ありま ふみおみ）
遠野家の分家の一つである有間家の人間。名前が出てくるが、本人は登場しない。
高田 陽一（たかだ よういち）
志貴や有彦のクラスメート。大柄な体格で、チョコレートが好物。作中で交通事故を起こしている。兄はラーメンの屋台をやっている。
国藤（くにふじ）
声：伊丸岡篤 / 桐井大介 / なし
志貴たちのクラスの担任教師。
リメイク版ではクラス担任がノエルに置き換えられているため、登場しない。
坂木崎 清乃（さかきざき きよの）
声：なし / 夏樹リオ / なし
ニュースキャスター。三咲町で起こった殺人事件について報道している。名前は『歌月十夜』のゲストイラストより。
リメイク版では男性のニュースキャスターは登場するが、女性のニュースキャスターは登場しない。
ナルバレック
埋葬機関の創設者の女性。ロアが構成した埋葬機関を管轄する事になった。以後、代々埋葬機関のトップに君臨する一族となった。本編ではロアの回想シーンで登場している。
今代のナルバレックも女性で、既に死徒二十七祖を封印した実績を持つ実力者。しかし極度の殺人嗜好者のために半ば幽閉される形で埋葬機関の執務室に閉じこもっているらしい。彼女は本編では登場しないが、コミックス版の回想シーンで登場している。
七夜 黄理（ななや きり）
遠野志貴の実の父親。遠野槙久の私兵と、連れてきた軋間紅摩を迎え討ち、敗死する。本編では登場しないが、コミックス版の回想シーンで登場。七夜一族の歴史でも「最高傑作」と評されていた。妻（志貴の母親）でもある側近もいたが彼女は遠野槙久に殺害されている。
軋間 紅摩（きしま こうま）
遠野槙久の七夜一族討伐における切り札として動員され、七夜黄理を殺害した筋骨隆々の巨漢。本編では登場しないが、コミックス版の回想シーンでわずかながら登場している。

### 敵キャラクター
ネロ・カオス（NRVNQSR Chaos）
声：中田譲治 / 三宅健太 / なし
身長：188cm / 体重：84kg
誕生日：2月13日
「死徒二十七祖」の第十位。混沌。「真祖狩り」のためにアルクェイドを追ってきた吸血鬼。元々は魔術協会の一角である「彷徨海」の学者で、元時計塔出身、西暦1000年頃に入学して、『再生の扉』の師ガヌの弟子となり、魔術の研究の末に死徒となった魔術師上がりの死徒。『MELTY BLOOD』では「千年を生きた」とされる。
肉体そのものが固有結界「獣王の巣」となっており、体内に666の獣の因子と同数の命が「混沌」として渦巻いている。「ネロ・カオス」という個は、666の獣（命）の集合体であり、彼を滅ぼすには同時に666の命を全て滅ぼす必要がある。集合体として、本来の人間としての意識や知性も薄れており、生きていればそのうち自我を完全に消失してただの「混沌」になっていたという。
体外に様々な獣の混沌を放出し、これを使い魔として操り、攻撃や偵察手段とする。放出する獣は、通常、犬や虎といった実在する陸の獣であるが、シャチのような海棲動物から、幻想種まで存在する。ただし、放出される獣は完全なランダムで、ネロ自身わからない。また、ここまでできるようになったのは、盟友のロアがその混沌に法則性（内なる系統樹）を見出したからである。倒された使い魔は、命を保持した状態で再び体内に取り込まれる。ゆえに1匹とて完全に殺すことも難しく、万全な状態のアルクェイドであっても「ネロ・カオス」を完全に滅ぼすことはできなかったとアルクェイド自身に言わせている。
人間だった時の名前は「フォアブロ・ロワイン」であり、「ネロ・カオス」とは教会が名づけた通称。ネロとは、キリスト教を迫害したローマ皇帝・ネロらしく、アルクェイドにはどれだけ教会に嫌われているのかと言われている。また、奈須きのこによると「ネロ（NRVNQSR）の文字を数字に変換し、全て足すと666になるから」との事。その学者という出自からオマケでは教授と呼称されることもあり、「教えて知得留先生」にも特別講師「ネロ教授」として登場する。
獣の混沌は基本的に倒されても上記のように体内に戻るが直死の魔眼で倒された場合は元に戻ることはない。
さらに混沌の獣の因子を全て凝縮する事で己自身を最高のケモノに変貌させて肉体を大幅に強化する奥の手武装999。
志貴との闘いで見せた彼の最後の切り札であり、怪獣のような灰色大柄の化け物と化したその速度はアルクェイドにも引けを取らない程のスピードを誇るが、速すぎる為に彼自身も動きを完全に制御しきれていない。
志貴を死の寸前まで追い詰めたせいで殺人貴としての人格を呼び出してしまい、文字通り直死の魔眼により固有結界を破壊され消滅した。
リメイク版では後述の「ヴローヴ・アルハンゲリ」に置き換えられているため、登場しない。
「ネロは当時の“ステレオタイプな吸血鬼のイメージ”に対するカウンターとして登場した、それらしくない吸血鬼だったが、20年の経過により型にはまった吸血鬼の方が少なくなってしまったこと」と「月姫世界の設定をつきつめるとネロは非常に強力な存在でもあるため、一番最初に倒してしまうのはマズい」という理由もあり、新キャラのヴローヴと差し替えになった。
『FGO』世界においては死徒にならず本名の「フォアブロ・ロワイン」のまま彷徨海に在籍している。彷徨海のエントランス一帯を間借りしていたノウム・カルデアが立ち去る際に「再生(ガヌ)」の扉を開けて交渉担当だったシオン・エルトナム・ソカリスの前に現れ、別れの挨拶をすると共に彼女を勧誘するが断られた。

ミハイル・ロア・バルダムヨォン（Micael Roa Valdamjong）
声：成田剣 / 吉野裕行 / 阿座上洋平
身長：178cm / 体重：65kg
誕生日：9月29日 / 血液型：A型
通称「ロア」。アカシャの蛇。「転生無限者」と呼ばれる死徒。教会側からは死徒二十七祖の一角に数えられているが、その二十七祖からは一介の上級死徒として認識されており、二十七祖としては番外位となっている。ただし、ネロ・カオスとは盟友である。パーソナルデータは今回の転生体である遠野四季のものである。
元は「永遠」という命題に憑かれた人間の男で、強力な魔術師であると共に教会の司祭の立場にあった。ネロ同様研究の果てに死徒になる道を選び、アルクェイドに己の血を吸わせ彼女の力の一部を奪って強力な死徒となり逃走、数年後教会と共同戦線を張ったアルクェイドに滅ぼされるが、その間に自身の魂を伝達可能なモノとして加工し、選んだ人間の赤子に乗り移ることで数百年間、転生を繰り返してきた。とある事情からアルクェイドに執着している。
オリジナルのロアの人格は既にほとんど消えかけており、転生体の人格はロアが覚醒するまでに育った人間としての意識をベースに、「〜をこうしたい」というロアの意思と知識が合わさり主導権を握ることで形成されている。このため、「ロア」が覚醒する前の環境によってベースとなる人格の善・悪といった性格は変わるが、ロアが覚醒すれば善人であろうとその人格を保ったまま凶悪な殺人者になる。また、ロアの魂自体が汚染されているため、ロアが覚醒すれば肉体は吸血鬼化する。
現代では遠野家の長男・遠野四季に転生し、表ルートではロアの意識が強く出たため、ロア好みの洋装・黒髪で長髪・片目が髪で隠れた姿で登場する。
ナイフを得物として、志貴の「モノの死」を捉える「直死の魔眼」に似て非なる、「物を生かしている部分」を線と点として捉える魔眼を持ち、生物に対してしか力を発揮しないが、線や点を切ることで対象の命＝生命力を直接削ることが出来る。
制作サイドには「ビジュアルジャンキー」、「ピアニスト」とも呼ばれる。第一回目の人気投票で一票も入らなかったり、キャラクターデザインの武内崇自ら「『月姫』の中で一番どうでもいいと思われてるよね、きっと」と発言するなど、裏ルートでのシキの活躍に比べ存在感が薄い。
漫画版では白髪に和装の裏ルートでのシキの姿で登場。表と裏のシキが混ざったような性格・能力をしており、シキのような秋葉への過剰な執着心を見せたかと思えば、ロアのように冷徹な態度を取ったり、シキの混血としての能力とロアとしての知識と魔術と魔眼を全て使いこなし、黒いコートワイシャツといったロア好みの洋装も着こなす。魔眼の能力で志貴に致命傷を与えた後は、シキとしての願望（志貴を殺す事）が達成されたためかロアが覚醒、原作と同じ黒髪長髪の容姿へと変貌を遂げた。
アニメ版では灰色髪に顔を包帯で巻いており、「シキの姿と洋装」に近いもののキャラクターデザインが「月姫」と異なる。第8話登場までは顔のみ（第1話）、あるいは名前のみ（第5話）の登場だったが、第8話で声付きで登場。エンディングクレジットでは第8話、第9話では「包帯男」と表記されていたが、第11話、最終話では「ロア」と表記。
『FGO』のドラマCD「英霊伝承異聞 〜巌窟王 エドモン・ダンテス〜」では「タランテラ」（声 - 成田剣）という転生体で登場。並行世界の存在ではあるが死徒として存在しているが、「とある出会いがなかった」がために彼はアルクェイドを介せず死徒になった故に『月姫』のロアよりも力は劣るとされている。そして在り方も代わり、最後にはエドモン・ダンテスによって完全に消滅した。
遠野 四季（とおの しき）
声：なし / 吉野裕行、本田貴子（幼少期）
身長：178cm 体重：65kg 血液型：A型
遠野家の長男。秋葉の実兄。裏ルートで出てくる家系図には「四季」とあるが、作中では「シキ」で通っている。
第十八代目ロアの転生体。ロアの意識が強く出た表ルートではロア（の転生体）として扱われ、シキの意識が強く出た裏ルートでは遠野四季として扱われる。容姿・性格・能力等が違うが、どちらも肉体は遠野シキの物である。
裏ルートではベースとなるはずの本来のシキの自我が反転の影響によりほぼ完全に崩壊したためロアも正常に顕在化出来ていない。そのため吸血鬼化してはいるものの魔術等のロアの知識の継承はなく、ロアの意思は「全てを殺せ」といった大まかな方向性のみになっており、容姿は和装に白髪、性格はアルクェイドには執着せず実妹の秋葉に対して異常な程に関心を示すなど、「反転したシキ」に近くなっている。
「混血」としての力は“不死”。「死なない」ではなく「死に難くなる」という力である。この能力の片鱗として、傷ついた箇所を再生するのではなくそのままの状態でも生きていけるように肉体を組み替える「拒死性肉体」、応用として自身の血液を自在に変形・硬質化させる「血刀」、失った肉体や命を他者から奪うことによって補充する融合呪詛「蝕離」など個性的な能力を持つ。
志貴・秋葉とはかつては仲の良い兄弟だったが、遠野に宿る鬼の血を濃く継承していたシキは、ロアの影響で人間としてのシキの意思が消された8年前（リメイク版では7年前）に幼くして反転、最愛の妹である秋葉を攻撃してしまう。その際秋葉を庇った志貴を殺してしまい、反転した者への処罰として自身も当主の槙久により殺されるが、混血としての能力で奪った志貴の命を共融することで生き長らえた。その後一時的に反転が落ち着いたことで槙久に地下牢（リメイク版では斉木記念病院の隔離室）へと幽閉され、人格が人よりに戻るまで琥珀が世話をすることになるが、志貴が遠野の長男として扱われたことで自分の全てを奪ったことを知ったこと と、反転して凶暴化したシキに痛めつけられたことでより壊れてしまった琥珀に「槙久はシキを死ぬまで幽閉するつもり」と嘘を吹き込まれたことで、彼らに大きな憎悪を抱くこととなる。
少年時代は自分と同音の名前を持つ志貴を「ナナヤ」と呼んでいた。
「秋葉」の兄ということから、スタッフによる通称は「春男（ハルオ）」。
赤目になったのは吸血鬼化の影響であるが、白髪、和装になった理由について公式からの説明はされていない。
佐々木少年の漫画版では、幼少の頃の秋葉と同じ黒髪碧眼にカジュアルな服装をしていた姿や、自分が反転してしまった時は退魔の衝動を持つ志貴に自分を殺すように頼むなど、人間だった時の彼が描かれている。子供でありながら聡く、遠野の血の末路や志貴が退魔の七夜であることなどを全て知った上で、父槙久が志貴を拾った本当の理由も悟っていた。ロアの項にある通り、成長後もしばらくはロアの意識が混濁した状態で、肉体はシキよりの姿で生きていたが、学校の戦いで志貴を倒した直後、狂気の笑みと涙を流し、執着した過去も焼き切れてシキの意識は消え去り、肉体も精神も完全にロアのものへと変わってしまった。

### リメイク版から登場するキャラクター
リメイク版から新規に登場するキャラクター。
ノエル（Noel）
声 - 茅野愛衣
身長：169cm 体重：59kg 血液型：A型
志貴たちの学校に転任してきた新任教師。担当科目は体育と英語。大半の男子生徒からは人気があるものの、殆どの女子生徒や一部の男子生徒からの評判は悪く、煙たがられている。特に女子生徒達からのブーイングが酷く、優しく接してくれるのは弓塚くらい。志貴も彼女の事をやや苦手としている。
その正体は聖堂教会に所属する代行者。シエルとは幼馴染み、かつて住んでいた街の同郷でフランス事変の生き残り。武器は斧槍と黒鍵を扱う。斧槍は1tの重さがあり、秘蹟なしでも8回ほど振り回しているが、ノエルの力では筋肉断裂を引き起こしかねないため普段は軽量化の秘蹟をかけて使っている。
シエルルートでは、阿良句の注射により死徒化した後、原理血戒のレプリカを注射したことにより死徒として位階を上げた、外見はノエルを幼女にしたような姿である。能力は、エーテルで構成された鐘の付いた槍による攻撃と、音にまつわる超抜能力、死徒共通の能力である下僕の使役、ロズィーアンの原理血戒である薔薇の魔眼の劣化版。武内崇によれば「デザインコンセプトは妖蝶で、単に少女時代のノエルではなく顔つきも死徒化によって変容している。ノエルの持つ暗い情念の孵化というイメージもあるかもしれない」である。
マーリオゥ・ジャッロ・ベスティーノ（Mario Gallo Bestino）
声 - 佐倉綾音
聖堂教会から派遣された司祭代行。金髪にカジュアルな服装をした少年。聖堂教会の重鎮であるラウレンティス枢機卿の息子（対外的には孫）。本来相容れない存在である真祖の姫君であるアルクェイド・ブリュンスタッドとは顔なじみらしい。また魔法使いとして魔術社会のはぐれ者である蒼崎青子とも面識があり、MELTY BLOODでは彼女のストーリーモードで匿名かつ声のみで登場していた。「人形使い(人間使い)」の異名の持ち主。
異名通り手に付けた礼装『鍵盤織機』を使って戦闘要員のシスターを操りながら自身は足技で戦う。
ヴローヴ・アルハンゲリ（Vlov Arkhangel）
声 - 津田健次郎
死徒二十七祖の第十九位。原理血戒は『凍結』。比較的若い二十七祖であるため、二十七祖としての異名などは持たない。年齢は400歳ほどと祖としては若く、最近（100年ほど前に）代替わりをしたためかアルクェイド及び聖堂教会は名前さえ知らなかった。元々は先代である十九位ゼリア・アッヘェンバウムの眷属でⅥ階梯の死徒（下級）であり、Ⅶ階梯以上の死徒（上級）では無いので主である祖を殺せるはずがないのだが、北海に現れたロアの暗躍の果て、主を殺害、代替わりをして祖になった。彼にとって、人間の血液は暖を取るための霊薬であり、血液がなければ我が身は凍死してしまうと述べている。かつて何名もの死徒二十七祖が集まりフランスの片田舎を壊滅させた「フランス事変」にも参加している。
かつて死徒になる前は、中世暗黒時代に生きた騎士だったが、冤罪により国を追われ、人の住めない極寒の海に流刑にされた。そこで強大な力を持ちながらも人間を嫌い、恐れ、人からも死徒からも逃げ出した先代十九位ゼリア・アッフェンバウムと出会い、その“子”にされ「アルハンゲリ」の銘をもらう。
斎木 みお（さいき みお）
声 - 日高里菜
志貴が街中で出会う中学生。家出をしており、ビルの屋上でテント暮らしをしている。
本編中では「斎木みお」を名乗るが、エンディングクレジットやマテリアルでは「みお」とのみ記載されている。
阿良句 寧子（あらく ねこ）
声 - 能登麻美子
遠野家に出入りしている女医。槙久の代から遠野家の管理を担当している建築士であり、外科医でもある。
斎木 業人（さいき ごうと）
声 - 小林親弘
遠野家のビジネスパートナーを名乗る人物。火傷により、顔を全て黒い包帯で覆っている。遠野家から追い出された志貴の事を見下しており、嫌っている。
安藤 裕吾（あんどう ゆうご）
声 - 浅利遼太
マーリオゥの部下。愛称は「アンドウ」で、警視庁の刑事でもある。
カリウス・ベルルスコーニ（Karius Berlusconi）
声 - 森嶋秀太
マーリオゥの部下。銀髪のイタリア人青年で、判事をしている。
ノイ・セオナトール・グランファテマ
聖堂教会に所属する代行者。埋葬機関第一位、枢機卿。直接の登場は無いが、カリウスの言及では「司祭」と呼ばれているが、マーリオゥやノエルによる埋葬機関の解説では枢機卿と呼ばれている。 Fate/Grand Orderでも、言峰綺礼の上司として言及される。リメイク前の設定ではナルバレックが局長兼第一位であった。
アンドレイ・ゴッドビバーク
埋葬機関第二位。「司祭」。シエル曰く「（戦力的に）本当におかしい人」らしい。直接の登場は無い。
キアラ・キッショウイン
埋葬機関第三位。「尼僧（シスター）」。サバトによって悪魔化しており、この次元において全能を身につけているらしい。名前と言動に共通点があることから、「月姫」世界における殺生院キアラと思われる。直接の登場は無い。
アーガレオン
埋葬機関第六位。「代行者」。直接の登場は無い。
クロムクレイ・ペタストラクチャ
死徒二十七祖第二十二位。 「城、即ち王国」の原理を持つ祖。
シエルが既に討伐し、原理を奪った祖。
べ・ゼ
死徒二十七祖第二十五位。「剣僧」。「剣」の原理を持つ祖。シエルとヴローヴの剣術の師。既に討伐し、シエルに原理を取られた。

## 開発（リメイク版）

### スタッフィング
開発スタッフはTYPE-MOON所属スタッフがシナリオ・メインキャラクターデザイン・コンテ・レイアウト・原画・グラフィック・演出・スクリプト・3D・サウンドプロデュースを担当。そのため主に内製スタッフによる少数態勢の制作となるが、サブキャラクター・武器デザイン協力には『FGO』にも参加するデザイナーが参加。その他、コンテ・レイアウトにコミカライズ版『真月譚 月姫』を手掛けた佐々木少年、グラフィック協力に『衛宮さんちの今日のごはん』のTAaが参加している。その他、ゆうろや東地和生などの美術スタッフや深澤秀行などの音楽担当は前作『魔法使いの夜』からの続投である。
絵コンテ・レイアウトは一通りを武内が担当しているほか、同チームのBLACKやこやまひろかずもアイデア出しなどのサポートで参加している。また、漫画版『真月譚 月姫』の作者・佐々木少年が絵コンテ・レイアウトに参加しており、シエルルートのヴローヴ戦、死徒ノエル戦、カルヴァリアを担当した。グラフィックに参加したTAaは、ホワイトボードの書き文字＆イラストを担当した。
スクリプトは基本的にBLACKが一人で担当しているが、開発終盤に2020年にノーツに入社した新人である漆之原が参加し、分岐や日常シーンの調整、アルクェイドのデートシーン、「おしえて！シエル先生」のスクリプトを担当している。

### 企画・開発
開発としてはTYPE-MOONスタッフにてこれまでの作品と同様にPC版を作成後、『FGO』を開発・運営するディライトワークスのプロデュースの下、ヒューネックスを開発企業としてNintendo SwitchとPlayStation 4への移植作業が行われた。
企画は2008年、TYPE-MOON作品の情報誌『TYPE-MOONエース』で発表した直後に始動した。元々、ノーツとしては『月姫』のリメイクはかつてから話題に上がっていたが、2008年以前は『Fate』シリーズをメインに活動しており、実制作には動けない状況であった。しかし、2008年に『Fate』シリーズが一度、ひと段落したことでリメイク企画が始動した。
2014年発売を目標に開発を開始。2008年の発表時点では、武内によるキャラクターデザインのリファインと奈須によるプロット作業が完了していた。2009年からは、「魔法使いの夜」の制作に本格的に参加していなかった武内が先行して立ち絵の準備を開始した。
その後、当初から予定されていた『魔法使いの夜』の開発が一段落した2011年より本格的に開発が始まる。2012年時点ではシエルルートまでのテキストが完成し、武内の描く立ち絵も全体の6割程度が揃った状態であった。しかし、『FGO』の企画・開発が2013年に急遽始動したことにより全体的な計画が変更。2013年末から2017年末まではスクリプトや絵素材の作業を少しずつ進めながらも『FGO』開発のために、4年間開発が実質凍結されることになった。当初は『FGO』の開発と同時進行で作業が進められると想定されていたが、最終的にはそれは不可能という判断になる。
2017年頃に「このままじゃ月姫が出せない」という話題が上がり、同時期に『FGO』の第1部の作業が終了し、1.5部と第2部のシナリオ構成が完成したこともあり、2018年より少しずつ作業が再開。2018年にufotableへのOPアニメーションの制作依頼も行われる。上述のように開発再始動時にはシナリオの多くは完成しており、ノーツスタジオ内ではPC版を完成させるためのグラフィックとスクリプトの作業がメインに行われた。しかし、そこからさらに『FGO』の開発作業を優先することになり、開発期間がさらに伸びることになる。
そして、2019年末にアルクェイドルートのPC版開発はほぼ終了し、シエルルートの開発と並行して、Nintendo SwitchとPlayStation 4でPC版と同様の動作を再現できるのか検証が行われた。
2020年夏からの半年間は全作業を月姫に絞り制作が行われた。2020年末、PC版本編が完成。その後、2021年1月より、おまけコーナー『おしえて！シエル先生』の開発が行われた。『おしえて！シエル先生』に関しては、当初、家庭用ゲーム機向けの作品に内輪ネタのような内容を入れるべきではないと導入予定はなかった。しかし、本編開発終了後、「同人気質と言われても、それが古くからのファンにとって大切なピースになる」と一転、開発が行われた。
本編の開発はテキスト量やイラスト枚数の多さもあり、同人版『月姫』の1ルートと比較して1.1倍程度のシナリオ量である前作、『魔法使いの夜』と同様のスペックで作るには限界があった。そのため、開発初期からクオリティは抑えつつ立ち絵や表情・ポーズ差分の枚数を増やして満足度を上げる方向で開発が進められた。しかし、パイロット版をプレイした際に、『魔法使いの夜』とのクオリティーの違いにギャップを感じた奈須と武内は、最終的にグラフィックのクオリティも『魔法使いの夜』に近いレベルまで向上させることになった。それでも、『魔法使いの夜』にてキャラクターデザイン・総作画監督・原画・色彩設計を担当したTYEP-MOONグラフィックチーフで同作のアートディレクター・こやまひろかずの同作開発当時の作業負担を振り返り、その時に膨大な作業量だったことを考慮して、『月姫』ではディテールを緩めて絵素材を増やす方針は変わらずに継続した。しかし、最終的にはグラフィックのクオリティが上がり、制作期間も長引くことになった。
プレイ時間は通してプレイすると約40時間、フルボイスで約60時間ほど。
『月姫 -A piece of blue glass moon-』の全体的な作業期間は、すべてを合算すると奈須のシナリオ執筆期間が約2年、全体的な開発で約5年ほどとなる。

### 設定・シナリオ
舞台は2014年。これは当初、発売予定が2014年であったことに加え、2014年放送のテレビアニメ『Fate/stay night [Unlimited Blade Works]』と同時期に配信予定であったアプリゲーム『FGO』とシンクロするようにシナリオが執筆されていた関係もある。
時代設定の変更は上記の理由のほか、1999年が舞台であった『月姫』をその時代設定のまま届けるのは、若いユーザーに遊んでもらうためのテーマや社会性が感じられず娯楽として不十分であると奈須が感じたため。前作、『魔法使いの夜』に関してはバブル時代が物語のテーマになっていたが、『月姫』には時代を関するテーマはないため、各キャラクターを守りつつ時代設定は大きくアップデートされた。
また、事件のスケールも『FGO』の劇中の事件のスケールが大きくなったことに合わせて「都心でハリウッド映画をやる」という考えにより変更され、舞台も「関東近郊の普通の街の三咲町」から「東京都心の総耶」に変更される。また、この変更は「今の時代に月姫を遊んでもらう」ためには現代に舞台を移したほうが良いという考えもあった。
新キャラクターも多く追加された。これは、同人版ではシナリオ上必要最低限のキャラクターしか出せていなかったが、世界観を広げるために必要だと感じた奈須が、新たにキャラクターを数多く設定した。 死徒二十七祖の設定などは大きく変更され、当時の奈須の基準ではトップランカーであったキャラクターたちが『Fate/stay night』以降の作品の基準に合わせて調整されている。削除されたキャラクターもいるが、設定の残ったメンバーに関しては、能力のアップデートなどを行いスケール感を広げている。
新キャラクターのマーリオゥは聖堂教会のバックボーンを語るキャラクターが必要になると判断され制作された。本作では聖堂教会の設定を掘り下げる必要があり、新キャラクターに加え、同組織の歴史を記した「聖堂教会年表」も2010年に作成されている。なお、本作の年表を元にテレビアニメ『Fate/stay night [Unlimited Blade Works]』以降に新たに開示された魔術協会の設定が制作されている。
上記のように、リメイクに際して舞台や設定は大きく変更されているが、「変化してほしくない」ファンの気持ちも尊重し、アルクェイドルートに関しては同人版と内容自体の大きな変更はされていない。一方で、シエルルートに関しては、「同人版の再現はアルクェイドルートで行うから、シエルルートは古参プレイヤーの記憶にない物を作りたい」という奈須の願いにより、シナリオのキーポイントは変更せず、それ以外の要素は大幅に変更した。また、作品全体を通して、本作では同人版と大きな変更点が一つ存在しており、武内はその点について、「同人版に思い入れのある人にとっては残念な要素となる」としつつも「変更した点にはすべて意味がある」と述べている。奈須は、ファンが見たいと思うシーンは残しつつ、それ以外のシーンで「好きではあるけどこれはいらないよね」と感じるシーンは変更し、中身の詰まった新たな『月姫』を作り上げたと述べている。
これらの設定の大幅な変更に至った理由として、奈須は2007年公開の『ヱヴァンゲリヲン新劇場版:序』を視聴したことが大きかったと語り、本作の前半が個々のシーンのディテールを向上させつつ総集編としてまとめながら、後編のラミエル戦以降は完全新作の映像・シナリオであったことに感銘を受け、『月姫』の大幅なシナリオ変更を改めて決断したという。
奈須は本作の開発において最大のライバルをコミカライズ版『真月譚 月姫』を描いた佐々木少年であったと後に述べている。佐々木はアルクェイドルートのダメな要素を全て上手くアレンジして、そこにシエルルート、秋葉ルートの要素も含めた完成度の高いコミカライズを手掛けたため、リメイクを出すのであれば本作を超えないといけないと奈須は感じていた。なお、佐々木に関してはTYPE-MOONスタッフと共同で本作のコンテ・レイアウトを担当しているほか、PC版が完成した際のテストプレイも務め、TYPE-MOONのオフィスで6日間のテストプレイを行っている。
佐々木少年による『真月譚 月姫』の影響を受けたシーンとしては、『旅の終わり』におけるアルクェイドの「大好き！」のシーン。これは奈須が漫画版「真月譚 月姫」8巻の帯に使った一文をリメイクでは絶対入れたいと思っていたため採用した。本来はイベント絵も要望していたが、スケジュールなどの都合で断念された。ただし、曲に関しては奈須の要望で主題歌アレンジ『生命線（piano ver.）』が使用されている。

### キャラクターデザイン
志貴は奈須の「自分へのご褒美」として、美形度があがっている。アルクェイドは武内の希望で新規のデザインとなっており、「今の自分がアルクェイドのモチーフとなった人物を描いた姿」を参考に再デザインしている。服装に関しては彼女らしさを出すために大きく変更はしていないが、変化を強調するためにミニスカートに変更された。シエルは「お姉さん感」が増しており、「みんなから頼られる憧れの先輩」といったキャラクター像となっている。武内はシエルは髪形を変えると印象が大きく変わることを以前から確信しており、設定でアップデートされた要素も組み合わせて「新しいシエル」になるように大きく再デザインされた。。秋葉・翡翠・琥珀は時代から切り離された存在であるため、デザイン面では元のイメージから大きく変更されていない。
これらのデザインの変更は、古参ユーザーにもう一度『月姫』に出会い体験してもらうために行われた。

### キャスティング
キャスティングは従来の関連作品から一新され、今後も長く続いていく作品とするために、若手中心のキャスティングとなっている。
収録ではゲーム作品としては異例ながら、台本のセリフ全てに対応したキャラクターの表情イラストが添付されたものを使用した。これは収録段階でゲーム部分の開発がある程度終了していたため可能となった。声優は文字だけでなく表情からも演技プランを練れ、スタッフとしても良い演技を一発で貰えることから、台本制作のコストは掛かるが奈須はWin-Winの方式であったと語っている。ただし、志貴は表情差分がないため、通常用いられる文字だけの台本が使用された。

### レーティング
本作では同人版にあった性描写を抑えつつもCEROレーティングが18歳以上のみ対象となっている。当初より性描写を加えたアダルトゲームにはしない方向がとられていた本作だが、同人版の残虐な描写を媒体に合わせて表現をマイルドにすることは、月姫の大事な要素を表現できなくなると判断されたため、家庭用機版でありながら、CEROレーティングを18歳以上のみ対象に設定した。

### OPアニメーション
OPアニメーション制作は奈須と武内の要望もあり、これまでTYPE-MOON作品のアニメーションを制作してきたufotableが担当。監督・絵コンテ・演出は同社所属のアニメーター・竹内將が担当。竹内はufotableで演出家として『Fate』シリーズを中心に実績を重ねてきた点や同人版『月姫』もプレイした経験があるという点から選ばれた。キャラクターデザイン・作画監督はこれまでの『TYPE-MOON×ufotable』作品同様に須藤友徳が自ら立候補して手掛けている。須藤は同人版からの本作のファンであり、それが影響して他スタジオが手掛けた『真月譚 月姫』のアニメにも参加した経験がある。アニメCGディレクターは『劇場版 Fate/stay night [Heaven's Feel]』にてランサーVSアサシン戦のCGアニメーションを担当した佐藤号宙が務める。制作依頼は『劇場版 Fate/stay night [Heaven's Feel] 第二章』制作中である2018年に行われ、2020年の第三章制作終了後に本格的にアニメーション制作が開始。竹内と佐藤の二人で映像設計を行い、作画の大半はデジタル作画で手掛けられているほか、これまでの同社作品と同様、背景美術・撮影・CGなどは同社内製チームが手掛けている。
OPは『アルクェイドルート』と『シエルルート』の2本が制作されている。

### 後編について
開発については、FGOの開発もあり2021年9月時点では準備段階で開発は始まっていない。奈須はインタビューで「オリンピックを待つつもりくらいの気持ちでいてほしい」と語っている。そのかわり、間を埋めるプロジェクトは色々と準備されているとのこと。
ルート数に関しては『4ルート』用意されることが2021年9月の4Gamer.netのインタビューで奈須により明言されている。分量はシエルルートほど絵で魅せる必要のある派手な演出は恐らくないとされており、『月姫 -A piece of blue glass moon-』と違い4ルートで一つのゲームに収まるとされている。また、2021年9月の段階で、同人版「月姫」のシナリオをリメイク版の素材を使用してBLACKが作成したプロトタイプ版のPCゲームが既に存在しており、そこには同人版にて未発表であったあるキャラクターのルートも含まれている。
開発については社内にグラフィッカー、スクリプターを増やす方針は現状取られていない。これは純粋に基準を満たす人材の確保ができない点が挙げられている。

## 主題歌（リメイク版）
歌はReoNa、作詞・作曲・編曲は毛蟹（LIVE LAB.）が担当している。
「生命線」
主題歌。ストリングス編曲は深澤秀行。
BGMとして、ピアノアレンジの「ハッピーエンド」も使用されている。
「ジュブナイル」
シエルルートのオープニングテーマ。
「Lost」
アルクェイドルートのエンディングテーマ。訳詞は本山清治。
「Believer」
シエルルートのエンディングテーマ。

## 教えて知得留先生
バッドエンド時のプレーヤー救済コーナー。シエル扮する知得留先生（ちえるではなく、しえると読むのだが、ファンからもちえると呼ばれている）と適当にデフォルメ化されたアルクェイド（ネコアルク）が漫才形式で攻略におけるヒントを教えてくれる。また、トゥルーエンド・グッドエンドのときはエンディングの解説をしてくれる。たまに知得留先生が不在であったり、ゲスト講師が登場したりと多様な場面が見られる。漫画版でもパロディ的なものが行われ、最終巻にまとめて収録された。
元々、バッドエンド時のプレーヤー救済のヒント的なものを作ろうという考えはあったものの、「教えて知得留先生」の構想はなかった。しかし『月姫』のマスターアップを一週間後に控えたある日、サポート役のOKSGと奈須きのこが最終のチェックを行っていたところ、武内崇から突然、知得留先生の絵がFAXで届きそれを見た奈須きのこが「これはやるしかねぇ!」と急遽作成されたという逸話がある。
ネコアルクは一人（一匹?）で『歌月十夜』『MELTY BLOOD』進出や架空の映画『NECOARC-THE MOVIE-』で銀幕デビューと暴走に暴走を重ねている。さらにはアニメ『月詠 -MOON PHASE-』のエンドクレジットに登場したことも。『Fate/hollow ataraxia』にも一瞬ではあるが登場する。『歌月十夜』では、シエル先輩と茶室で見事なクロスカウンターを決めている。このシーンは「週刊少年マガジン」連載中の『はじめの一歩』のパロディである。このバッドエンドのお助けコーナーという趣旨は、Leafビジュアルノベルシリーズ『雫』『痕』にも存在した。また、TYPE-MOONの次作『Fate/stay night』にも「タイガー道場」として受け継がれている。
リメイク版では「おしえて！シエル先生」のタイトルで収録されている。シエル先生とネコアルクのほか、アルクェイドの幼少期の姿であるエコアルクが登場する。

## 他作品との関連
『月姫』（『月姫PLUS-DISC』『歌月十夜』『MELTY BLOOD』を含む）は、それ自体独立した作品であるが世界そのものは同一で、そこに登場する人物やその能力は他のTYPE-MOON作品や奈須きのこの小説とも何らかの繋がりを持っている。
- 世界には「魔術」と「魔法」と呼ばれる奇跡の法が存在し、それぞれを行使できる人間を「魔術師」「魔法使い」と呼ぶ。そして、それらを管理・発展のために「魔術協会」とよばれる組織がそれらを統轄している。魔術協会と対峙している組織に「聖堂教会」があり、神以外の奇跡、特に吸血種の存在を否定している。
- 『空の境界』の場合、主人公・両儀式の能力は、まさに志貴の「直死の魔眼」そのものであり、蒼崎橙子は蒼崎青子の姉、琥珀と翡翠は巫条霧絵と同じく巫淨の分家筋、とされている。また漫画版では遠野を宗家とする刀崎、軋間、久我峰、有間の家系に対して『空の境界』に登場した「浅神、巫浄、両儀」の姓が「違う分類」でまとめられている。
- 『Fate/stay night』では、遠坂一族の師匠筋として、キシュア・ゼルレッチ・シュバインオーグという魔法使いが登場するが、彼は『歌月十夜』起動時のメッセージに於いて「魔道元帥」と呼ばれている人物で、死徒二十七祖の第四位にしてアルクェイドのじいや（後見人）にあたる人物である。
- また「魔眼殺し」は3作品すべてに登場する。最初に『空の境界』にて蒼崎橙子が両儀式のために作るが「そんなもんいらん」と一蹴される。『月姫』では遠野志貴のために青子が橙子から失敬してくる。『Fate/stay night』では「石化の魔眼」（呪い）を持つライダーが人間に扮する際にかけている。
- 『Fate/hollow ataraxia』では、弓塚さつき、翡翠、琥珀、『歌月十夜』からレンがぬいぐるみとしてゲスト出演を果たしている。
- 『Fate/EXTRA』では、アルクェイド・ブリュンスタッドがサーヴァント、バーサーカーとして出演している。
- 『FGO』のドラマCD『英霊伝承異聞 ～巌窟王 エドモン・ダンテス～』では、『月姫』と異なる歴史を辿る並行世界でのロアが登場する。
- 『路地裏ナイトメア』第1巻の用語一覧によると、Fate世界において、死徒の階級のⅧ階梯：後継者とⅨ階梯：祖は存在しない。また、死徒二十七祖自体が存在しない。
- 同人版『月姫』は、リメイク版の雛形となり、その内容や設定などは、同作のオープニングやエンディング、ゲーム中のイベントなどの各部分に色濃く引き継がれている。本作に使用された楽曲の数々も、リメイク版でアレンジされて再び使用されているものが多い。ただし、舞台や細部の設定などは両者で多くの相違点がある。
- 『FGO』に登場する阿曇磯良(ひびき＆千鍵)の台詞からもアーキタイプ:アース(アルクェイド)が彼女達が知る存在(同人版アルクェイド)とは別の存在であることから、「Fate」世界と「月姫」世界とは別に「さらに別の世界」が存在することが示唆されている。

## 関連作品
TYPE-MOONスタッフは、『月姫』の商業リメイク作や、『月姫』の続編『月姫2』の作成を示唆する発言を残しているが、真偽のほどは明確ではなかった。しかし、2008年発売の「TYPE-MOONエース」にて、リメイク版『月姫』（Windows）の発売が正式に発表された。対象年齢は未定。

### テレビアニメ・漫画
『真月譚 月姫』（しんげつたん つきひめ）のタイトルで、テレビアニメおよびコミカライズが制作されている。両作ともアルクェイドルートをベースとしたストーリーだが、テレビアニメ版が原作を簡略化しているのに対し、漫画版は原作の複数のルートを統合している。
『月姫 -A piece of blue glass moon- ムーンフェイズ』のタイトルで、中谷による『月姫 -A piece of blue glass moon-』を原作としたオムニバス短編漫画の連載が2024年12月26日から2025年3月26日まで『TYPE-MOONコミックエース』にて行われた。

#### 書誌情報
- 中谷（漫画）・TYPE-MOON（原作） 『月姫 -A piece of blue glass moon- ムーンフェイズ』 KADOKAWA〈角川コミックス・エース〉、2025年6月25日発売[34]、ISBN 978-4-04-116339-9

### Talk.
同人誌『宵明星』に掲載された、奈須きのこ著の『月姫』の外伝小説。『月姫読本』にて加筆修正されて再録されている。本編のとあるルートの後から約一年後の時間軸で起きた事件が書かれている。

#### 登場人物
シエル
基本的な設定については、本編でのシエルについて書かれた上述の文を参照のこと。
ロアが滅びたことで不死では無くなっているが、聖堂教会の埋葬機関を抜けておらず、アインナッシュ討伐の任務を受けて腑海林を訪れる。
遠野志貴
基本的な設定については、本編での遠野志貴について書かれた上述の文を参照のこと。
魔眼殺しの眼鏡だけでは「直死の魔眼」を制御できなくなったのか、戦闘時以外は眼に包帯を巻いている。
アルクェイドの吸血衝動を抑制するために、アインナッシュの実を求めて 「腑海林」に侵入する。
メレム・ソロモン（Merm Solomon）
死徒二十七祖の二十位。死徒でありながら聖堂教会の埋葬機関5位に属し、王冠の通り名を持つ。シエルの先輩。アルクェイドファン。
デモニッションと呼ばれる異能を持ち、四大魔獣（フォーデーモン・ザ・グレイトビースト）と呼ばれる架空の悪魔を「想造」する悪魔使い。その四肢は四体の悪魔それぞれに支えられているもので、それぞれ左手が“ネズミの王様”、右腕が“機巧令嬢”、右脚が“陸の王者”、左足が“空の王者”のクラスの悪魔になっている。
見た目は12歳ほどの少年であり、元々は動物と心を通わせ、他人の身勝手な願いをカタチにする異能力を持った故に、幼くして両手両足を切断されて生き神として小さな部落で奉られていた神子だったが、「朱い月」を恐れた人々の願いをカタチにする負荷に耐え切れず死んだ後、「朱い月」の戯れにより死徒として蘇生し、朱い月に忠誠を誓う。
「仲間意識」により、本来シエルと任務を組むはずだったアインスを食べて、シエルと共に腑海林を訪れる。
アインナッシュ（Einnashe）
死徒二十七祖の七位。 「腑海林」「思考林」の通り名を持つ、一種の固有結界であるとされる「生きた森」を従えている死徒。数十年に一度、数日に渡って活動し、「生きた森」が移動しながら無差別かつ大規模に吸血行為を行う。
しかし、実際は「生きた森」は固有結界でもなんでもなく、かつて倒された初代アインナッシュの血を偶然吸った吸血植物が、自ら動いて人を襲う化け物に変化し、同種である他の植物も動く吸血植物に変化させて取り込んでいった結果形成された、新種の遊牧民のようなモノである。
活動が終わった後は休眠するが、その直前に作られる血を凝固させて作られた実は、仮初めの不老不死をもたらすと言われ、教会・死徒・協会などから多くの者が様々な思惑を持って「腑海林」に侵入している。
リメイク版では「実り」の原理血戒を持つ死徒で、作中開始より約一年前にシエルにより倒された。
フォルテ
協会に所属する魔術師で、封印指定の執行者。女性。剣の形状の杖を使い、何百メートルと離れた相手に不可視の衝撃を与える「空気打ち」と呼ばれる風属性の魔術を使う。「フォルテ」は俗称であり、本名は不明。
目的は不明だが、「腑海林」に侵入している。
アインス
埋葬機関の代行者。50過ぎの中年。シエルとともにアインナッシュ討伐に赴くが、突如現れたメレムに殺害された。

### シエルさんインドです
同人誌『宵明星』に収録された武内崇による漫画作品。シナリオ担当の奈須きのこは一時期、この設定を認めていなかったらしいが、現在は『月姫読本 Plus Period』に収録されている。

#### 登場人物
遠野志貴、シエル

カリー・ド・マルシェ
死徒としての名は“空駆 のキルシュタイン”。褐色肌の死徒で、当初はエレイシア時代のロアの傘下にいた。ロアの影響で強大な力を得たが、カレーの美味しさに目覚めてしまい、以降吸血が出来なくなって弱体化した。そのために埋葬機関からは無力な死徒として放置されている。シエルのカレー好きのきっかけを作った人物であり、現在は細かった体格もがっしりしたものとなっている。物質の性質に干渉する特殊能力を有する。（リメイク版では彼と明言されていないが、シエルの口から「人間の料理に執着し、本能に抗いながら料理を作り続ける死徒」の知り合いがいる）

### tale
DVD『真月譚 月姫 prologue』に収録された作品。絵本のような形式になっている。真祖のあらましとアルクェイドの過去が簡潔に語られている。

#### 登場人物
アルクェイド・ブリュンスタッド
生まれて間もない頃のアルクェイド。外見は、8歳か9歳ぐらいで現在のアルクェイドと違い無垢で無知な性格。しかし、朱い月の器としての資質を持ち、他の真祖達より優れたスペックを持っていたことから真祖達から恐れられ、堕ちた真祖を処刑する処刑用として運営するために教育を施されていた。後にリメイク版で、「おしえて！シエル先生」にエコアルクとして登場。
キシュア・ゼルレッチ・シュバインオーグ（Kishua Zelretch Schweinorg）
西暦以前から活動している最古の魔術師の一人であり、ソロモン王の弟子の一人。死徒二十七祖の一角で第三位。現存する四人の魔法使いの一人で、第二魔法の使い手、魔導元帥。朱い月と戦闘に及び、勝利するも死徒になってしまったという経歴を持つ。アルクェイドとも面識があり、その将来を予言する。また『Fate』シリーズでも登場している（詳細は『Fate/stay night』を参照）。(旧設定では四位)

### 秋葉ちゃんにやさしくする会
TYPE-MOON公式モバイルサイト『まほうつかいの箱』で配信されている4コマ漫画。作画はACPI。タイトルの通り、遠野秋葉を主軸とする遠野屋敷での物語が展開される。第十七話から第十九話は「浅上女学院編」と銘打って、文字通り舞台が浅上女学院に移る。

### コハエース
琥珀と遠野秋葉をメインとして、TYPE-MOONの歴史を振り返るという企画の漫画。

### 月姫2/the dark six
『歌月十夜』ではネタとして、『Character material』では舞台や登場キャラクター設定が語られるなど、様々なところで『月姫2』の内容がほのめかされているが、現在では奈須きのこ曰く「きのこの脳内ゲーム」でしかない。
『歌月十夜』にてネタとして発表された予告編では、真祖の姫を守る殺人貴・遠野志貴と、真祖を狩るために集まった死徒二十七祖の一人である復讐騎・エンハウンスが、敵対関係にありながらも協力し合い他の二十七祖や青の魔法使いを乗り越えていく、というような内容。プレイ時間が一ヒロイン20時間で、推定100時間とのこと。ただし『月姫読本』によると女の子は3、4人ほどしか出ないと答えている。
『Character material』において、『歌月十夜』では『月姫2/The Dark Six』だったものが、『the dark six（仮名）』のみとなっていた。また物語のプロローグらしき「Prelude」が公開された。
また、『月姫』のエピローグ『月蝕』の時系列は『月姫2』の翌日の内容となることや『Fate/hollow ataraxia』のヒロインであるカレン・オルテンシアはもともと『月姫2』のサブキャラだったことなどが奈須きのこによって明かされている。
「TYPE-MOONエース」VOL2では、『月姫』はもう先に進まない話、2010年1月からはまた部屋にこもり『DDD』を書けると思うと奈須きのこが語っている。

#### プロローグ
死徒勢力がイギリスの片田舎アルズベリ・バレステインで儀式を何十年越しに準備し、ついにその儀式が実行される日がきた。魔術協会・聖堂教会ともに、アルズベリで恐ろしい儀式が準備されていたことは知っていたが、準備の段階では怪異はなく、傍観するしかなかった。実行日がきて怪異が起こり、初めて手が出せる。死徒・魔術協会・聖堂教会にとって待ちわびた日がきたのだ。死徒にとって第六は悲願、魔術協会・聖堂教会にとっては、死徒を一網打尽にし、計画の旨みを独占する絶好の機会。アルズベリに三勢力が一堂に会し、争いが始まる。

#### 登場キャラクター
殺人貴（遠野志貴）
『月姫』の主人公、遠野志貴の数年後の姿。志貴の可能性の一つ。魔眼殺しだけでは直死の魔眼を抑えきれなくなったため、両目に包帯をしている。『月姫2』があるとしたらメインキャラクターとなる予定。『月姫』以後、死徒狩りを行い続け、死徒の間でも災禍として噂になりだしている。
殺人貴とは殺人鬼+志貴の造語。月姫本編中のサブタイトルの一つにもなっている。
シスター
「Prelude」に登場する代行者。銃器を好むダウンのお得意様。ダウンに先んじて、アルズベリに潜入している。アルズベリにカレーを出す店が無いことに絶望し、香辛料などをダウンに調達させて自分で作ろうとしている。
バルトメロイ・ローレライ
現代最高峰の魔術師（ザ・クイーン）であり、現魔導元帥、時計塔院長補佐。魔術属性は風。単身で二十七祖クラスの死徒と真っ向勝負が可能で、聖歌隊・クロンの大隊を率い、『月姫2』までに彼らの内の2体を撃破している。ロンドン魔術協会でも古い家柄。典型的な貴族主義者であり、今は亡き第一魔法の使い手ユミナのみを同列に見る。そのために他の人間には関心を持たないが、自分にはない特異能力を持つ人間には興味を持つ。
『月姫2』においては、メインヒロインとして予定されている。アルズベリ監察連盟のリーダーになっていて、アルズベリ計画を阻止し、宿敵トラフィムと他の死徒を仕留めようとする。「Prelude I」でエンハウンスと出会い、遠野志貴とは出会わなかったが因縁が出来た。
エンハウンス（Enhance）
死徒二十七祖の十八位。復讐騎。『月姫2』の主人公の一人とほのめかされている。死徒でありながら、死徒を狩り続ける異端。『月姫』本編において、あるルートで名前のみ出てくる。
先代から奪った魔剣「アヴェンジャー」と、教会で作られた銃「聖葬砲典」を用いる。『歌月十夜』のデイリーメッセージによると、「ルックスは『デビルメイク○イ』の主人公そのもの」とのこと。
ルヴァレ
「Prelude I」に登場。湖の死徒と呼ばれる。見た目が美しいという理由である真祖に死徒にされた。そのために特異能力は持ち合わせていないが、多数の魔術礼装を集めている。湖畔の城に勢力を誇り、ネロ・カオス亡き後の死徒二十七祖の十位候補でもある（ただし本人は実際に祖となるにはまだ力不足と捉えている）。聖堂教会によって一度壊滅状態に追い込まれてからは親族作りを試みるようになり、娘と息子が一人ずついる。
ミスター・ダウン
埋葬機関四位。（旧設定では、ダウン一人では暫定で、相棒と合わせて二人で正式な第6位。）戦闘能力は皆無どころか、有事にはパニックになり足を引っ張るため、代行者から“一緒に任務につきたくない男・ぶっちぎりで第一位”に認定されている。悪魔祓いの力もなく、教会からは「殺し合いに参加しないのだから雑用係として死ね」として武器や食料の調達・運搬などの仕事をしているが、成体に成った悪魔を後に祓ったという、教会唯一の人物でもある。
元はV&Vインダストリィという会社の主任だったが、ある事件をきっかけに埋葬機関に鞍替えした。ミスター・ダウンは仮の名で、本名を知ろうとしているが、実際は彼の本名は周りは皆知っており、彼も聞いているが、本名を認識できない狂気の中にいる。アルズベリ作戦において自分の名前を取り戻せると預言があったために、アルズベリに向かう。
相棒
本名不明。女性。ダウンの運転するトラックに乗ってアルズベリに向かう。『Fate/hollow ataraxia』のカレンと共通点があるが、同一人物かは明言されていない。
メレム・ソロモン
死徒二十七祖の二十位。基本的な設定については、『Talk.』でのメレムについて書かれた上述の文を参照のこと。
トラフィムに招集をかけられるも、『月姫2』では聖堂教会側として出陣する。
グランスルグ・ブラックモア（Gransurg Black-more）
死徒二十七祖の十六位。月飲み。上位の祖には黒翼公とも蔑称される。現在は教会に封印されているが、今の正体は全長数キロの巨大なカラス。「Prelude」では人の大きさで登場する。所有する固有結界「ネバーモア」は「宙を覆う死羽の天幕、月も星も飲み込む、絶対無明の“死の世界”」とされ、死徒に対してのみ強力な力を持つ。
「Prelude」では健在で、トラフィムに招集をかけられる。「朱い月」に絶対の忠誠を誓っており、主の願いとしてトラフィムの計画に加担する。
「朱い月」に対する思いの違いから、メレム・ソロモンを殺すらしきことが暗示されている。
トラフィム・オーテンロッゼ（Trhvmn Ortenrosse）
死徒二十七祖の十七位。白翼公。最古参の死徒の一人で、形式上最大の発言力を持つ死徒の王。魔術師上がりの死徒で、能力に突出する点はないが、最大の勢力と地力を持つ。アルズベリ計画の首謀者。六王権発動のため、アルズベリに祖を招集する。「真祖狩り」の提唱者でもある(旧設定では、第十位ネロ・カオスを三咲町に差し向けた)。
ヴァレリー・フェルナンド・ヴァンデルシュターム
死徒二十七祖の十四位。最古参の死徒の一人。通称魔城のヴァン・フェム。七大ゴーレム「城」を有する。
人として世界有数の巨大財閥のトップの立場も持っており、最近はエコロジーがマイブームだったり、モナコにおいてカジノ船を開いて人々の挑戦を受けたりしている変わり者。『Fate/hollow ataraxia』でのある平行世界では、衛宮士郎がモナコのフェムの船宴（フェムのカーサ）でギャンブルに参加している。
第一次世界大戦頃から吸血行為抜きで勢力を拡大したという。彼の船、死線歓喜船(クロジェ・アナフェール) は従業員が死徒で構成されており、船内には彼の魔術によって様々な見せ物や仕掛けが施されている。この船にて現れた人々の挑戦を受けたりするが、負けたのはこの百年近くでほんの数回というほど強い。
トラフィムとは仲が悪く、アルズベリ計画を人間の手で行わせ、準備の段階では魔術教会・聖堂教会の妨害を排するための資金を出しただけで参加せず。
アルトルージュ・ブリュンスタッド（Altrouge Blunestud）
死徒二十七祖の九位。黒血の月蝕姫。もう一人の真祖の王族。真祖と死徒の混血。血と契約の支配者であり、『MELTY BLOOD』では死徒ズェピアに「現象」となる原理血戒の力を与えていた。かつてアルクェイドと戦い、長髪を奪った。ロアとも戦ったことがあるが、その際は返り討ちにされた。『月姫2』のメインヒロインの予定。
アルクェイドの姉とも言える存在。普段は14程の少女の姿だが、二段階変身が可能。“ガイアの怪物”プライミッツ・マーダーの持ち主で、死徒二十七祖の六位の“黒騎士”シュトラウトと八位の“白騎士”ヴラドを護衛として連れる。
『FGO』で判明した設定によれば、覚醒時のアルクェイドと同規模の"天体を成すもの"であることが判明。アルテミット・ワンと呼ばれるには2人が決着をつけなければいけないことが示唆された。
the dark six
死徒二十七祖の一位。闇色の六王権。正体不明。最初の死徒であるが未完成らしく、現在蘇生中。正体は誰も知らないが、復活後は二十七祖を束ねる存在となるらしい。『月姫2』の仮題にもなっている。(旧設定は、二位。)
バゼット・フラガ・マクレミッツ
魔術協会の封印指定執行者。『Fate/hollow ataraxia』で登場した人物。
コーバック・アルカトラス
死徒二十七祖の第二十七位。原理血戒は「失敗作」あるいは「余り物」。西暦前に朱い月に挑み、見所があったために純血を与えられ、二十七祖の一人になる。死徒になってしまい、かつての仲間や信者たちに合わせる顔も無く、会えば殺してしまう危険があったため地下洞窟に引きこもる。
AD1000年頃。彼が主の愛を理解し書き留めたものが聖典トライテンである。その実、突き詰めてみたら宇宙のモデルケースであった。『主の愛の存在証明』＝『宇宙』という結論に至ったコーバックは自分の正しさを認識、この聖典を他者から守るため、大迷宮・アルカトラスを作成する。迷宮自体がトライテンの応用で宇宙規模の速度で増築されるため、脱出・攻略が不可能となっている。後に『まほうつかいの箱』にて先んじて登場。

### その他
『月姫用語辞典』などでは、まだ作中に登場していない設定のみの人物が複数存在する。
オルト（ORT (One Radiance Thing)）
死徒二十七祖の一角、五位。死徒ではないが吸血種であり、先代五位の二十七祖を殺害して以来、祖として扱われている。全長40mの巨大な蜘蛛のようなフォルムをしている。その正体は『鋼の大地』に登場するアリストテレス。特殊能力“水晶渓谷”を持ち、普段はそれに閉じこもっている。
プライミッツ・マーダー（Primate Murder）
アルトルージュに従う白い魔犬で、人間に対する絶対殺害権を持つ「ガイアの怪物」。死徒ではないがアルトルージュを真似て血を吸う事があるらしい。『FGO』に登場する主人公達と共にする動物“フォウ“の正体こそ七つの人類悪の一つ、『比較』の理をもつ獣“ビーストIV / キャスパリーグ“であり並行世界における“プライミッツ・マーダー“である。人々の競争による闘争心や嫉妬・憎悪などを吸収して成長する特性がある。(旧設定では死徒二十七祖の一角で第一位。)
リィゾ=バール・シュトラウト（Rizo-Waal Strout）
死徒二十七祖の一角、六位。アルトルージュの護衛であり“黒騎士シュトラウト”と呼ばれる。武装は魔剣“真性悪魔ニアダーク”。時の呪いを受けているために不死の肉体を所持している。
フィナ=ブラド・スヴェルテン（Fina-blood Svelten）
死徒二十七祖の一角、八位。アルトルージュの護衛の一人で、通称“白騎士ブラド”。また“吸血伯爵”“ストラトバリスの悪魔”とも呼ばれる。固有結界“パレード”を有し、幽霊船団の船長を務める。美少年趣味で、気に入った人物以外からは血を吸わないらしい。
スタンローブ・カルハイン（Stanrobe Calhin）
死徒二十七祖の一角、十一位。通称“捕食公爵”“街食うモノ”。既に消滅しているがその怨念が残留しており、その怨念が未だ破壊活動を行っている。
リタ・ロズィーアン（Rita Rozay-en）
死徒二十七祖の一角、十五位。芸術家を称する死徒で、先代から正式に跡を継いだ二代目。同じ二十七祖のスミレとは殺し合うほど仲がいいらしい。
リメイク版で初めて能力の一端が明かされたが、原理血戒として「薔薇の魔眼」を使える模様。相手の精神を夢の中に閉じ込め、夢の中で殺すことで相手の魂を精神ごと破壊する事が可能とのこと。
スミレ
死徒二十七祖の一角、二十一位。女性。流水を克服した死徒で、水中で暮らしている。その分陸上での行動が苦手となってしまった。死徒の中で唯一空想具現化を使用できる。
エル・ナハト（El Nahat）
死徒二十七祖の一角、二十四位。一対一ならば確実に相手と相討ちになれるという特殊能力を持った死徒。その後、蘇生には数十年の時間を要するらしい。現在は埋葬機関によって運営されており、その分身ともいえる概念武装“胃界教典”でもって死徒対策の切り札とされているらしい。

## 関連商品

### 関連書籍
月姫読本 Plus Period
宙出版より刊行。設定資料や長文インタビュー、イラストなどを掲載。ISBN 978-4-7767-9037-2（2004年10月22日発売）

### カードゲーム
Lycee
シルバーブリッツのトレーディングカードゲーム、Lyceeに参戦している。収録エキスパンションは、TYPE-MOON1.0など。